# Diabo no Cristianismo

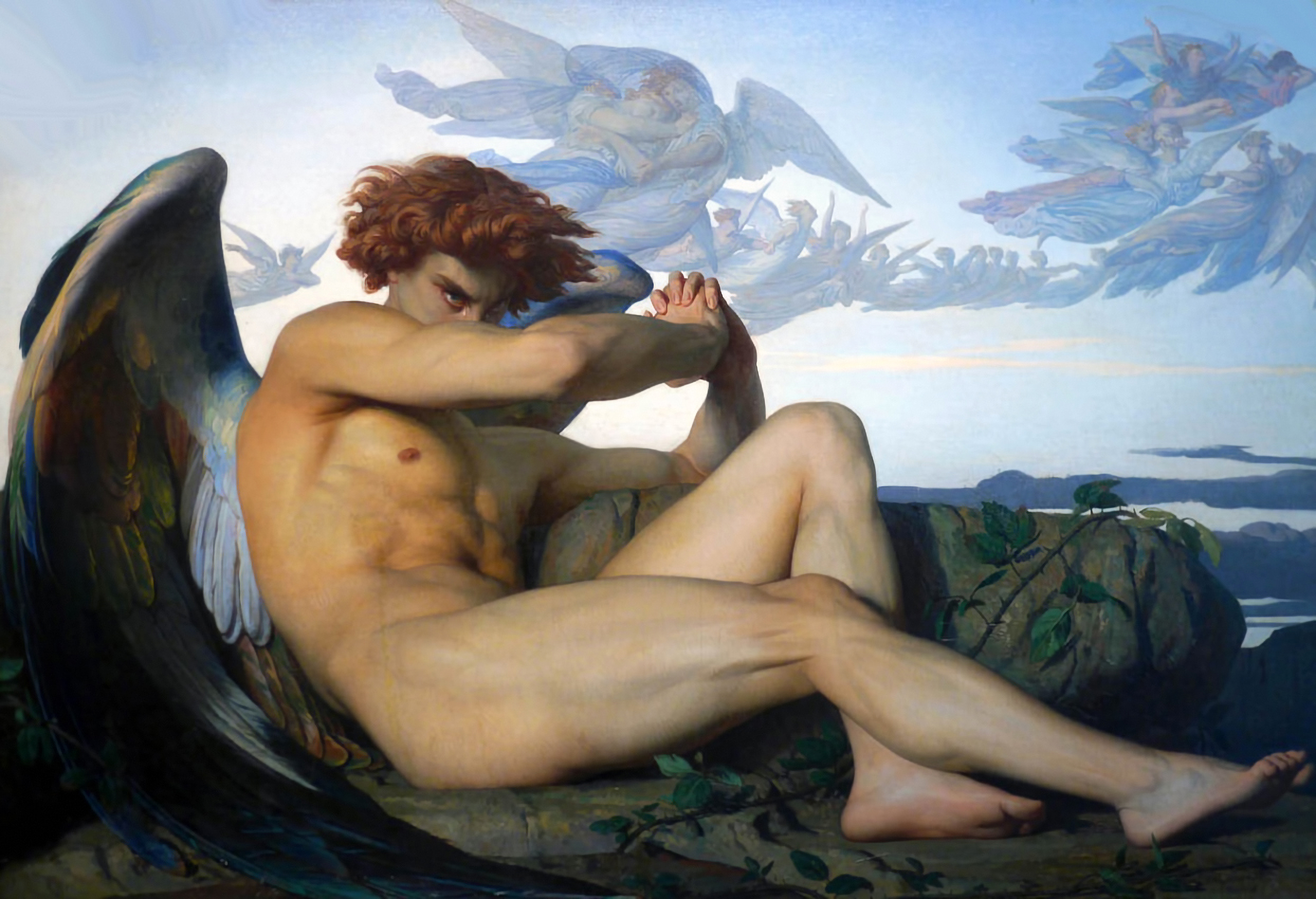
O Anjo Caído (1847), de Alexandre Cabanel.

No Cristianismo, o Diabo é a personificação do mal. Tradicionalmente, acredita-se que ele rebelou-se contra Deus na tentativa de se igualar a Ele. Ele é descrito como um anjo caído, expulso do Céu [en] no início dos tempos, antes de Deus criar o mundo material, e está em constante oposição a Deus. O Diabo é identificado com várias figuras bíblicas, incluindo a serpente no Jardim do Éden, Lúcifer, Satanás, o tentador dos Evangelhos, Leviatã e o dragão no Livro do Apocalipse.
Estudiosos antigos discutiram o papel do Diabo. Influenciados pela cosmologia neoplatônica, como Orígenes e Pseudo-Dionísio, retrataram o Diabo como a representação da deficiência e do vazio, a entidade mais distante do divino. Para Agostinho de Hipona, o reino do Diabo não é o nada, mas um reino inferior em oposição a Deus. A depiction medieval padrão do Diabo remonta a Gregório Magno. Ele integrou o Diabo, como a primeira criação de Deus, na hierarquia angélica cristã como o mais alto dos anjos (um querubim ou serafim) que caiu profundamente no inferno e se tornou o líder dos demônios.
Desde o início da Reforma, o Diabo tem sido imaginado como uma entidade cada vez mais poderosa, não apenas com ausência de bondade, mas com uma vontade consciente contra Deus, Sua palavra e Sua criação. Ao mesmo tempo, alguns reformistas interpretaram o Diabo como uma mera metáfora para a inclinação humana ao pecado, diminuindo sua importância. Embora o Diabo tenha tido pouca relevância para a maioria dos estudiosos na idade contemporânea, ele voltou a ser importante no cristianismo contemporâneo.
Em diversos momentos da história, certas seitas gnósticas, como os cataros e os bogomilos, além de teólogos como Marcião e Valentim, acreditaram que o Diabo estava envolvido na criação. Hoje, essas visões não fazem parte do cristianismo mais difundido.

## Antigo Testamento

### Satanás no Antigo Testamento

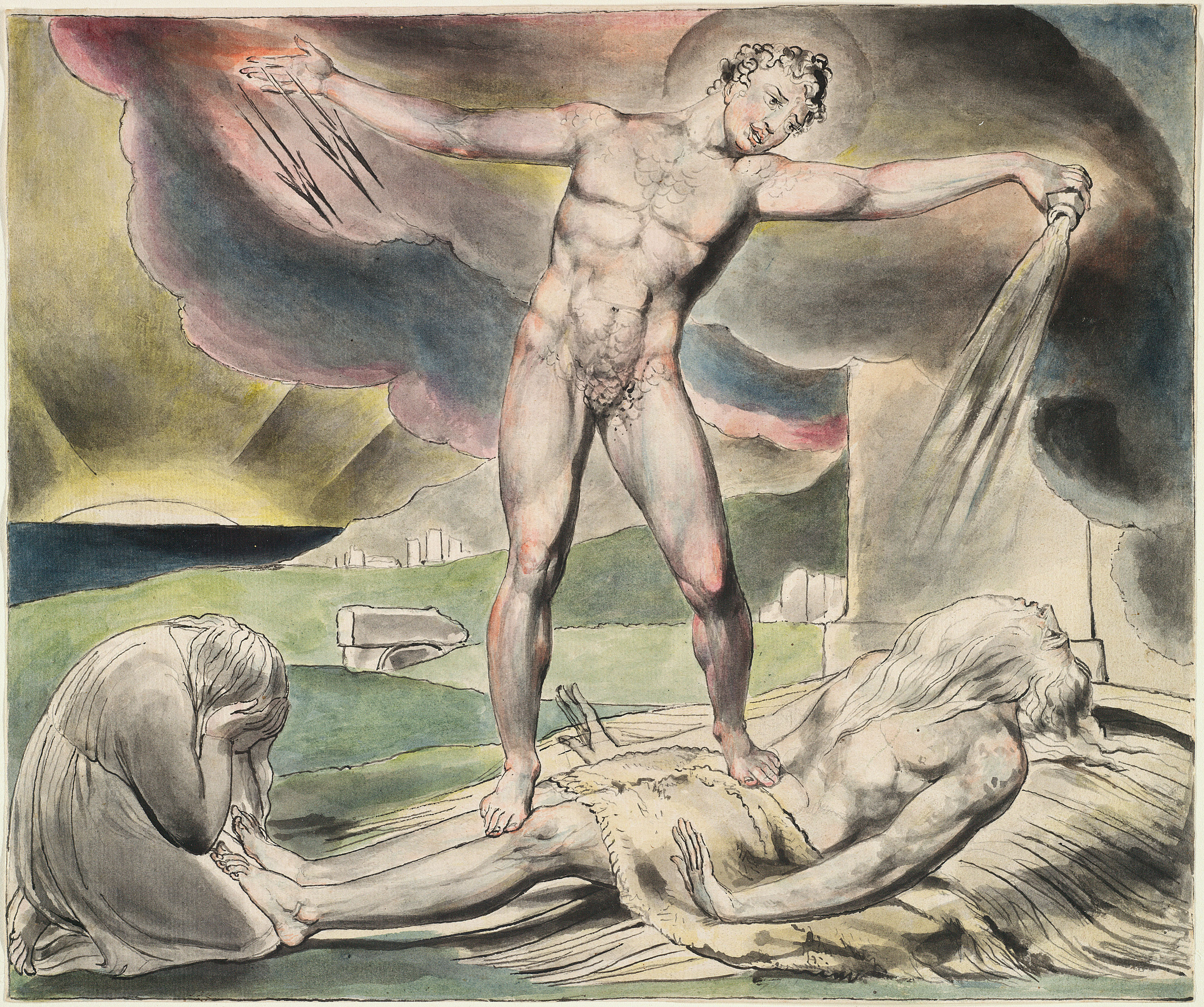
O Exame de Jó (c. 1821), de William Blake.

O termo hebraico śāṭān (em hebraico: שָּׂטָן) era originalmente um substantivo comum que significava "acusador" ou "adversário", aplicável tanto a adversários humanos quanto celestiais. O termo deriva de um verbo que significa principalmente "obstruir, opor". Em todo o Bíblia Hebraica, refere-se mais frequentemente a adversários humanos comuns. Tais versículos incluem 1 Samuel 29:4; 2 Samuel 19:22; 1 Reis 5:4; 1 Reis 11:14, 23, 25; e Salmos 109:6. No entanto, Números 22:22 e 32 usam o mesmo termo para se referir ao anjo do Senhor. Esse conceito de um ser celestial como adversário dos humanos evoluiu para o mal personificado de "um ser com agência" chamado o Satanás 18 vezes em Jó 1–2 e Zacarias 3.
Tanto o hebraico quanto o grego possuem artigos definidos usados para diferenciar entre substantivos comuns e próprios, mas de maneiras opostas: em hebraico, o artigo designa um substantivo comum, enquanto em grego, o artigo sinaliza um nome individual (substantivo próprio). Por exemplo, no livro hebraico de Jó, um dos anjos é referido como um satanás, "um adversário", mas na Septuaginta grega, usada pelos primeiros cristãos, sempre que "o Satanás" (Ha-Satan) aparece com um artigo definido, refere-se especificamente ao indivíduo conhecido como o acusador celestial cujo nome pessoal é Satanás. Em alguns casos, não está claro qual é a intenção.
Henry A. Kelly [en] afirma que "quase todos os tradutores e intérpretes modernos" de 1 Crônicas 21:1 (no qual satanás ocorre sem o artigo definido) concordam que o versículo contém "o nome próprio de um ser específico designado para o cargo de adversário". Thomas Farrar escreve que "Em todos os três casos, satanás foi traduzido na Septuaginta como diabolos, e no caso de Jó e Zacarias, com ho diabolos (o acusador; o caluniador). Em todas essas três passagens, há um consenso geral entre os estudiosos do Antigo Testamento de que o referente da palavra satanás é um ser angélico".
Na literatura rabínica antiga, Satanás nunca é referido como "o Maligno, o Inimigo, Belial, Mastema ou Beelzebul". Nenhuma fonte talmúdica retrata Satanás como um rebelde contra Deus, um anjo caído ou prevê seu fim. Textos judaicos antigos retratam Satanás como um agente de Deus, um espião, um delator, um promotor da humanidade e até um carrasco. Ele desce à Terra para testar a virtude dos homens e desviá-los, depois sobe ao Céu para acusá-los.

No Livro de Jó, Jó é um homem justo favorecido por Deus. Jó 1:6–8 descreve os "filhos de Deus" (bənê hā'ĕlōhîm) apresentando-se perante Deus:
"Filhos de Deus" é uma descrição de 'anjos' como seres celestiais sobrenaturais, "ministros de Yahweh, capazes, sob Sua direção, de intervir nos assuntos dos homens, desfrutando de uma união mais próxima com Yahweh do que a dos homens. Eles aparecem nos livros mais antigos do Antigo Testamento, assim como nos mais recentes... Aparecem na literatura profética e sapiencial, bem como nos livros históricos; aparecem na história primitiva e na mais recente... geralmente aparecem no Antigo Testamento na capacidade de agentes de Deus para os homens; caso contrário, aparecem como a corte celestial de Yahweh. Eles são enviados aos homens para comunicar a mensagem de Deus, destruir, salvar, ajudar, punir. ...Os anjos estão em completa submissão à vontade de Deus... Sempre que aparecem entre os homens, é para executar a vontade de Yahweh."
Deus pergunta a um deles onde esteve. Satanás responde que esteve vagando pela Terra. Deus pergunta, "Você considerou Meu servo Jó?" Satanás acredita que Jó só ama Deus por causa de suas bênçãos, então solicita que Deus teste a sinceridade do amor de Jó por meio do sofrimento, esperando que Jó abandone sua fé. Deus consente; Satanás destrói a família, a saúde, os servos e os rebanhos de Jó, mas Jó se recusa a condenar Deus. No final, Deus devolve a Jó o dobro do que ele perdeu. Esta é uma das duas passagens do Antigo Testamento, junto com Zacarias 3, onde o hebraico ha-Satan (o Adversário) torna-se o grego ho diabolos (o Caluniador) na Septuaginta grega usada pela igreja cristã primitiva.
Um satanás está envolvido no censo do rei Davi, e os ensinamentos cristãos sobre esse satanás variam, assim como a narrativa pré-exílica de 2 Samuel e a narrativa posterior de 1 Crônicas apresentam perspectivas diferentes:
| “ | E a ira do SENHOR se tornou a acender contra Israel; e incitou a Davi contra eles, dizendo: Vai, numera a Israel e a Judá (2 Samuel 24:1) | ” |

| “ | Então Satanás se levantou contra Israel, e incitou Davi a numerar a Israel. (1 Crônicas 21:1) | ” |

De acordo com alguns ensinamentos, esse termo refere-se a um ser humano que carrega o título satanás, enquanto outros argumentam que se refere, de fato, a um agente sobrenatural celestial, um anjo. Como o satanás é enviado pela vontade de Deus, sua função se assemelha menos ao inimigo diabólico de Deus. Mesmo que se aceite que esse satanás se refira a um agente sobrenatural, não está necessariamente implícito que este seja o Satanás. No entanto, como o papel da figura é idêntico ao do Diabo, ou seja, levar Davi ao pecado, a maioria dos comentaristas e tradutores concorda que o satanás de Davi deve ser identificado com Satanás e o Diabo.
A visão de Zacarias do recém-falecido Josué, o Sumo Sacerdote descreve uma disputa na sala do trono celestial entre Satanás e o Anjo do Senhor (Zacarias 3:1–2). A cena descreve Josué, o Sumo Sacerdote, vestido com trapos imundos, representando a nação de Judá e seus pecados, em julgamento com Deus como juiz e Satanás como promotor. Yahweh repreende Satanás e ordena que Josué receba roupas limpas, representando o perdão de Deus pelos pecados de Judá. Goulder (1998) vê a visão como relacionada à oposição de Sambalate. Novamente, Satanás age de acordo com a vontade de Deus. O texto implica que ele funciona tanto como acusador quanto como executor de Deus.

### Identificado com o Diabo
Algumas partes da Bíblia, que originalmente não se referem a Satanás, foram interpretadas retroativamente como referências ao Diabo.

#### A serpente

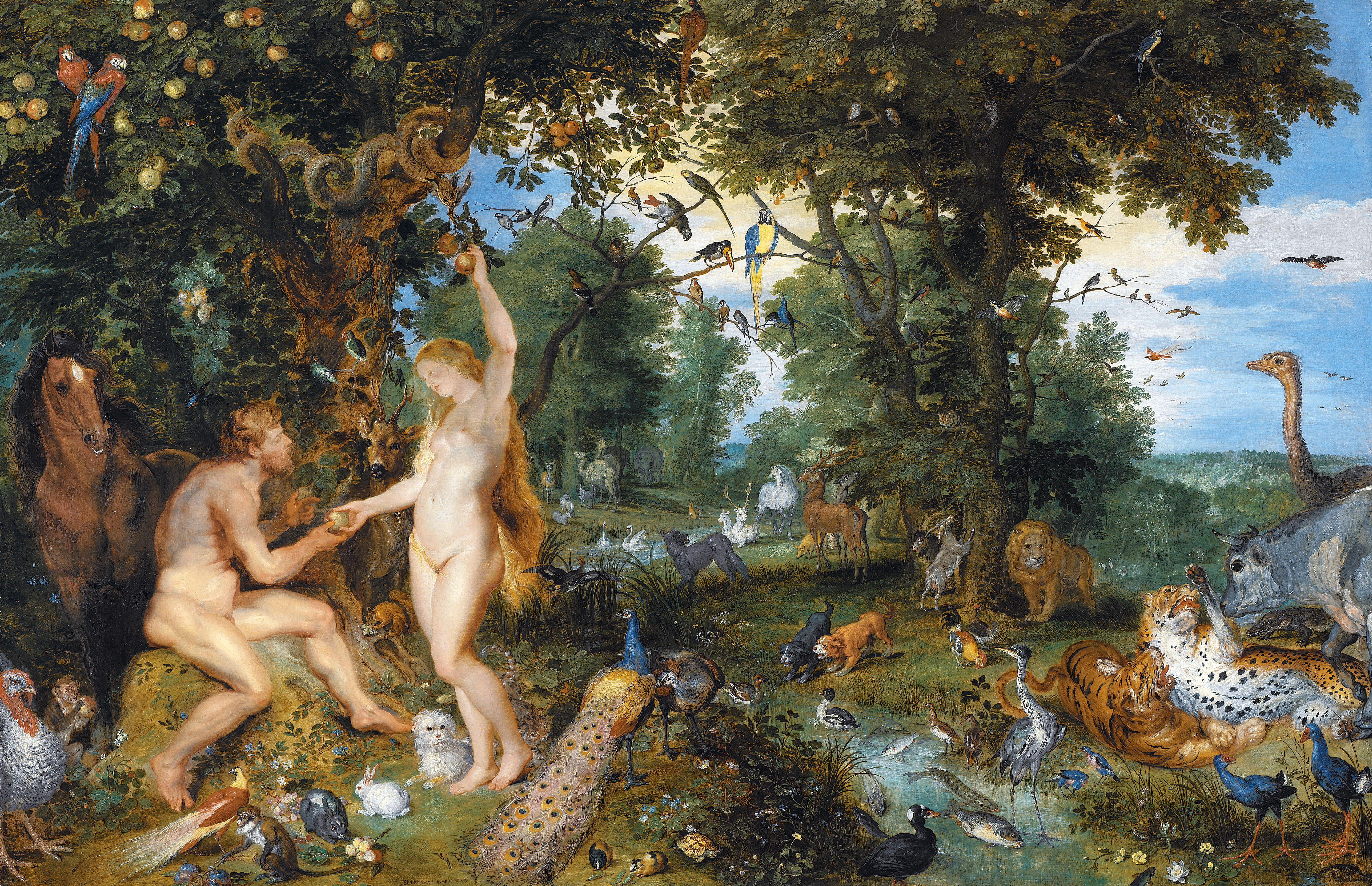
O Jardim do Éden com a Queda do Homem por Jan Brueghel, o Velho e Pieter Paul Rubens, c. 1615, retratando Eva alcançando o fruto proibido ao lado do Diabo retratado como uma serpente.

Gênesis 3 menciona a serpente no Jardim do Éden, que tenta Adão e Eva a comerem o fruto proibido da árvore do conhecimento do bem e do mal, causando sua expulsão do Jardim. Deus repreende a serpente, declarando: "Porei inimizade entre você e a mulher, e entre sua descendência e a dela; ele ferirá sua cabeça, e você ferirá seu calcanhar" (Gênesis 3:14–15). Embora o Livro do Gênesis nunca mencione Satanás, os cristãos tradicionalmente interpretaram a serpente no Jardim do Éden como o Diabo devido a Apocalipse 12:9, que descreve o Diabo como "aquela serpente antiga chamada Diabo, ou Satanás, aquele que engana o mundo inteiro; foi lançado à Terra com todos os seus anjos." Este capítulo é usado não apenas para explicar a queda da humanidade, mas também para lembrar o leitor da inimizade entre Satanás e a humanidade. É ainda interpretado como uma profecia sobre a vitória de Jesus sobre o Diabo, com referência ao filho de uma mulher, ferindo a cabeça da serpente.

#### Lúcifer

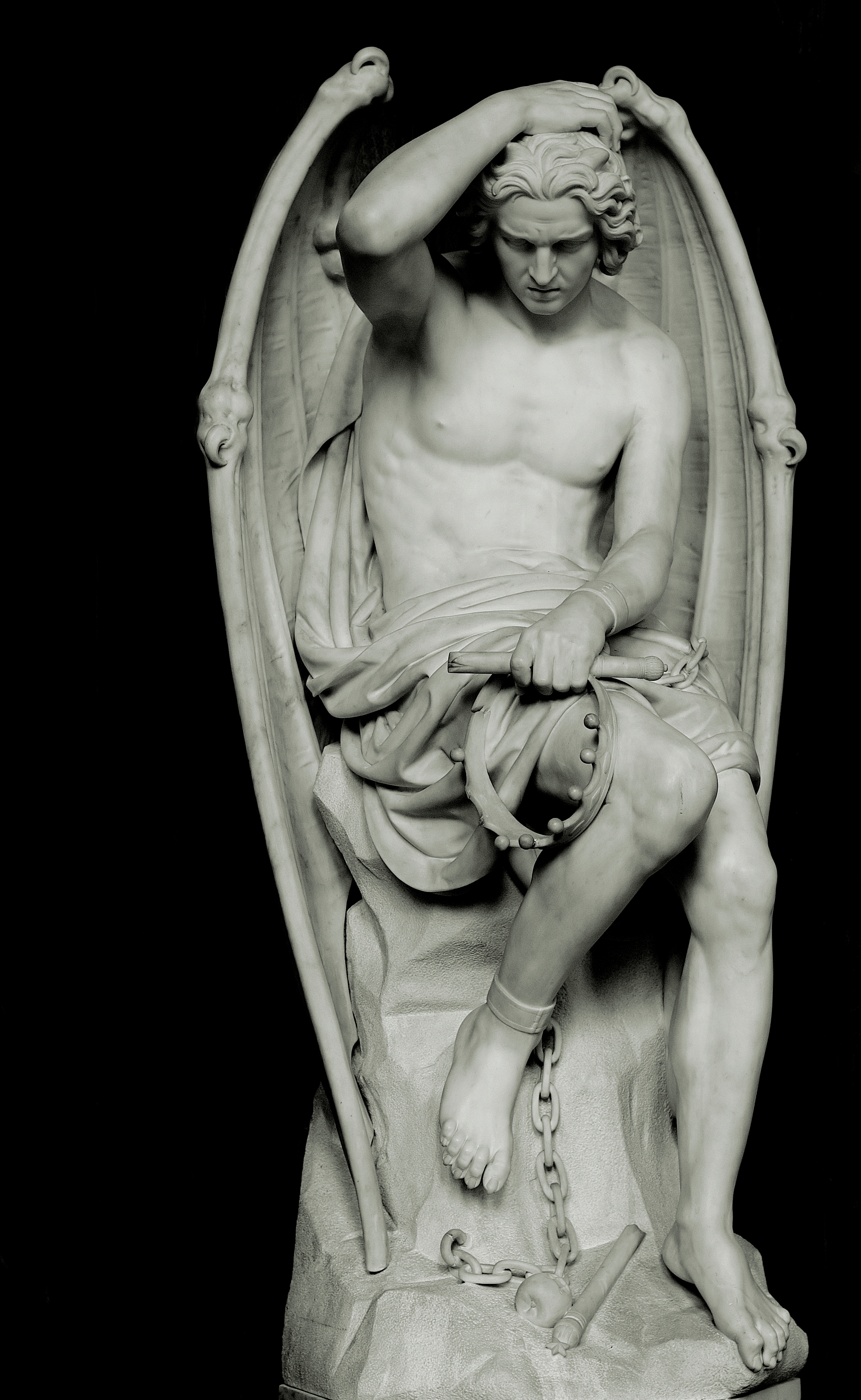
Lucifer (Le génie du mal) por en (en, Liège, Bélgica).

A ideia de anjos caídos era familiar no pensamento hebraico pré-cristão, presente no Livro dos Vigilantes, segundo o qual anjos que engravidaram mulheres humanas foram expulsos do céu. O mito babilônico/hebraico de uma estrela ascendente, como a personificação de um ser celestial que é derrubado por tentar ascender aos planos superiores dos deuses, também é encontrado na Bíblia (Isaías 14:12–15), foi aceito pelos primeiros cristãos e interpretado como um anjo caído.
Áquila de Sinope deriva a palavra hêlêl, o nome hebraico para a estrela da manhã, do verbo yalal, que significa 'lamentar'. Essa derivação foi adotada como um nome próprio para um anjo que lamenta a perda de sua antiga beleza. Os Padres da Igreja Cristã — por exemplo, São Jerônimo, em sua Vulgata — traduziram isso como Lúcifer. A equiparação de Lúcifer ao anjo caído provavelmente ocorreu no judaísmo palestino do século I. Os Padres da Igreja relacionaram o portador de luz caído, Lúcifer, ao Diabo com base em uma declaração de Jesus no Evangelho de Lucas (10:18): "Eu vi Satanás cair do céu como um relâmpago."
Em sua obra De principiis Proemium e em uma homilia sobre o Livro XII, o erudito cristão Orígenes comparou a estrela da manhã Eósforo-Lúcifer ao Diabo. Segundo Orígenes, Helal-Eósforo-Lúcifer caiu no abismo como um espírito celestial após tentar se igualar a Deus. Cipriano (c. 400), Jerônimo (c. 345–420), Ambrósio (c. 340–397) e alguns outros Padres da Igreja essencialmente subscreveram essa visão. Eles viam a derrubada terrena de um rei pagão da Babilônia como uma clara indicação da derrubada celestial de Satanás. Em contraste, os Padres da Igreja Jerônimo, Cirilo de Alexandria (412–444) e Eusébio (c. 260–340) viam na profecia de Isaías apenas o fim enigmático de um rei babilônico.

#### Querubim no Éden
Alguns estudiosos usam o Querubim de Ezequiel no Éden [en] para apoiar a doutrina cristã do Diabo:
| “ | Estavas no Éden, o jardim de Deus; toda pedra preciosa te adornava: rubi, topázio, esmeralda, crisólito, ônix, jaspe, safira, turquesa e berilo. Obras de ouro de tamborins e de flautas estavam em ti. No dia em que foste criado, foram preparadas. Eras o querubim ungido que cobre; e eu te estabeleci, para que estivesses no monte santo de Deus; andavas entre as pedras de fogo. Eras perfeito em teus caminhos desde o dia em que foste criado, até que a injustiça foi encontrada em ti. (Ezequiel 28:13–15) | ” |

Essa descrição é usada para estabelecer características princiPadres do Diabo: que ele foi criado bom como um anjo de alta hierarquia, que viveu no Éden e que se tornou mau por sua própria vontade. Os Padres da Igreja argumentaram que, portanto, Deus não deve ser culpado pelo mal, mas sim o abuso do livre-arbítrio pelo Diabo.

#### Belial
No Antigo Testamento, o termo belial (em hebraico: בְלִיַּעַל), com o significado mais amplo de 'inutilidade', denota aqueles que trabalham contra Deus ou, pelo menos, contra a ordem divina. Em Deuteronômio 13:14, aqueles que tentam as pessoas a adorarem algo além de Yahweh são relacionados a belial. Em 1 Samuel 2:12, os filhos de Eli são chamados belial por não reconhecerem Yahweh e violarem os rituais de sacrifício. Em Salmos 18:4 e Salmos 41:8, belial aparece no contexto de morte e doença. No Antigo Testamento, tanto Satanás quanto belial dificultam a vida dos homens em harmonia com a vontade de Deus. Belial é, portanto, outro modelo para a concepção posterior do diabo. Por um lado, tanto Satanás quanto belial causam dificuldades aos humanos, mas enquanto belial se opõe a Deus, representa o caos e a morte, e está fora do cosmos de Deus, Satanás, por outro lado, acusa o que se opõe a Deus. Satanás pune o que belial representa. Diferentemente de Satanás, belial não é uma entidade independente, mas uma abstração.

## Textos Intertestamentais
Embora não façam parte do cânon bíblico, os escritos intertestamentais [en] moldaram a visão de mundo cristã primitiva e influenciaram a interpretação dos textos bíblicos. Até o século III, os cristãos ainda se referiam a essas histórias para explicar a origem do mal no mundo. Assim, o mal entrou no mundo por meio de anjos apóstatas, que desejaram mulheres e ensinaram o pecado à humanidade. O Livro de Enoque e o Livro dos Jubileus ainda são aceitos como canônicos pela Igreja Etíope. Muitos Padres da Igreja aceitaram suas visões sobre anjos caídos, embora excluíssem Satanás desses anjos. Satanás, em vez disso, caiu após tentar Eva no Jardim do Éden. Satanás era usado como um nome próprio em escritos judaicos apócrifos, como o Livro dos Jubileus 10:11; 23:29; 50:5, o Testamento de Jó e a Assunção de Moisés, que são contemporâneos à redação do Novo Testamento.

### Livro de Enoque
O Livro de Enoque, estimado como datado de cerca de 300–200 a.C. a 100 a.C., narra a história de um grupo de anjos chamados Vigilantes. Os Vigilantes se apaixonaram por mulheres humanas e desceram à Terra para terem relações com elas, resultando em descendentes gigantes. Na Terra, esses anjos caídos ensinam os segredos do céu, como a arte da guerra, metalurgia e feitiçaria. Não há um líder diabólico específico, pois os anjos caídos agem independentemente após descerem à Terra, mas entre esses anjos destacam-se Samyaza e Azazel. Apenas Azazel é repreendido pelo profeta Enoque por ensinar artes ilícitas, conforme declarado em 1 Enoque 13:1. Segundo 1 Enoque 10:6, Deus enviou o arcanjo Rafael para acorrentar Azazel no deserto Dudael [en] como punição.
Satanás, por outro lado, aparece como líder de uma classe de anjos. Satanás não está entre os anjos caídos, mas sim um atormentador tanto de homens pecadores quanto de anjos pecadores. Os anjos caídos são descritos como "tendo seguido o caminho de Satanás", sugerindo que Satanás os levou a seus caminhos pecaminosos, mas Satanás e seus anjos estão claramente a serviço de Deus, semelhante a Satanás no Livro de Jó. Satanás e seus menores satans agem como executores de Deus: eles tentam ao pecado, acusam os pecadores por suas transgressões e, finalmente, executam o julgamento divino como anjos de punição [en].

### Livro dos Jubileus
O Livro dos Jubileus também identifica os Bene Elohim ("filhos de Deus") em Gênesis 6 [en] com os descendentes de anjos caídos, aderindo ao mito dos Vigilantes conhecido do Livro de Enoque. Ao longo do livro, outro anjo maligno chamado Mastema é proeminente. Mastema pede a Deus que poupe um décimo dos demônios e os coloque sob seu domínio para que ele possa provar que a humanidade é pecadora e indigna. Mastema é a primeira figura que une os conceitos Satanás e Belial. Ações moralmente questionáveis atribuídas a Deus no Antigo Testamento, como desastres ambientais e a tentação de Abraão, são atribuídas a Mastema, estabelecendo um caráter satânico distante da vontade de Deus, em contraste com o judaísmo primitivo. Ainda assim, o texto implica que Mastema é uma criatura de Deus, embora contrarie Sua vontade. Nos tempos finais, ele será extinguido.

## Novo Testamento

### Evangelhos

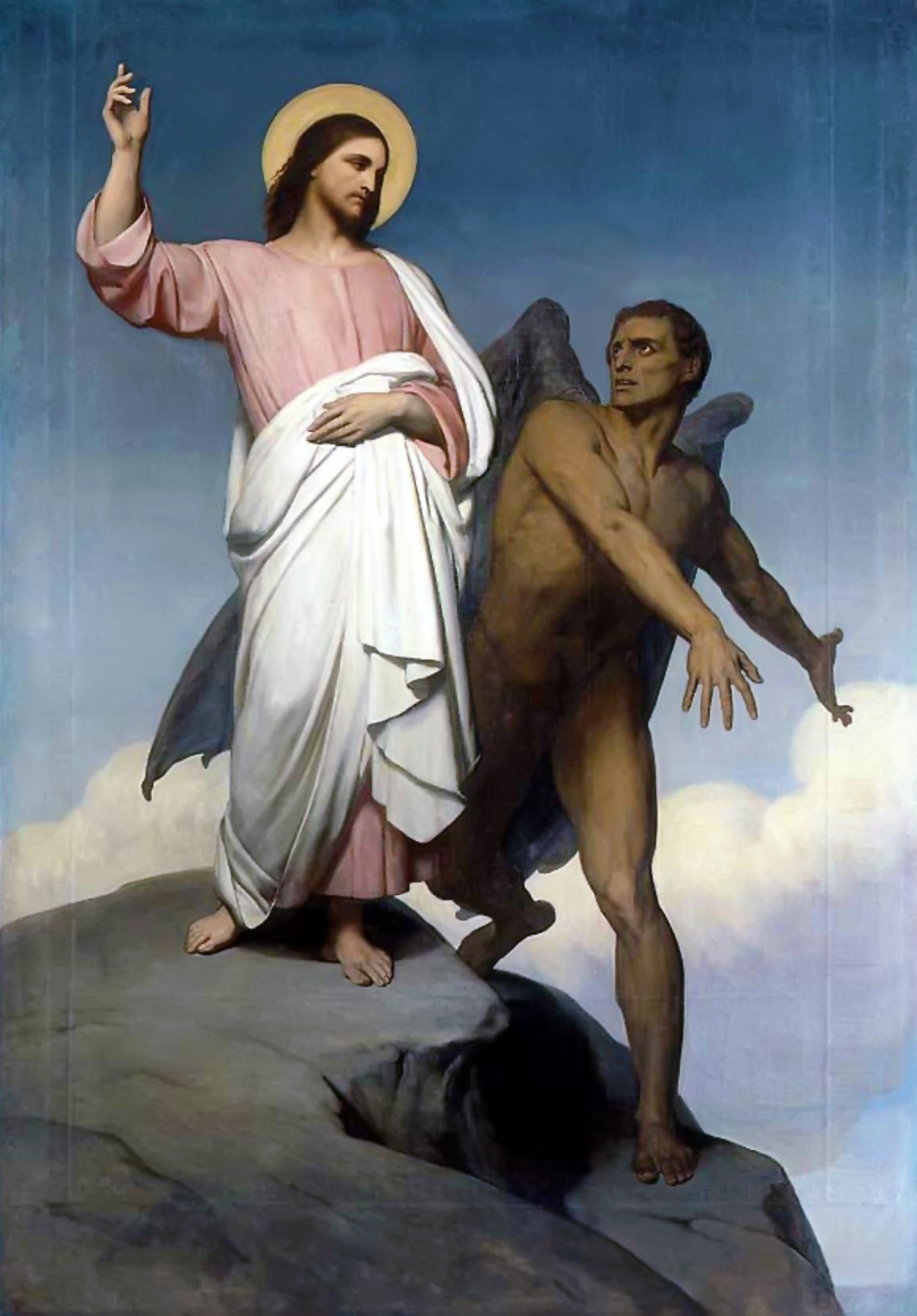
O Diabo retratado em A Tentação de Cristo, por Ary Scheffer, 1854.

O Diabo figura de maneira muito mais proeminente no Novo Testamento e na teologia cristã do que no Antigo Testamento e no Judaísmo. O estudioso de religião William Caldwell escreve que "No Antigo Testamento, vimos que a figura de Satanás é vaga. ... Ao chegar ao Novo Testamento, somos surpreendidos pela unidade, clareza e definição do contorno de Satanás." A palavra grega do Novo Testamento para o Diabo, satanas, que ocorre 38 vezes em 36 versículos, não é propriamente uma palavra grega: é transliterada do aramaico, mas deriva, em última análise, do hebraico. Os estudiosos concordam que "Satanás" é sempre um nome próprio no Novo Testamento. Em Marcos 1:13, ho Satanas é um nome próprio que identifica um ser específico com uma personalidade distinta:
A figura que Marcos designa como o perpetrador da tentação de Jesus no deserto, seja chamada Satanás ou um de muitos outros nomes, não era uma 'quantidade desconhecida'. Pelo contrário, na época de Marcos e no mundo de pensamento compartilhado por Marcos e sua audiência, a identidade de Satanás e as atividades características dele eram bem definidas e amplamente conhecidas.
Embora na teologia cristã posterior, o Diabo e seus anjos caídos sejam frequentemente mesclados em uma única categoria de espíritos demoníacos, o Diabo é uma entidade única ao longo do Novo Testamento. O Diabo não é apenas um tentador, mas talvez governe os reinos da Terra. Na Tentação de Cristo (Mateus 4:8–9 e Lucas 4:6–7), o Diabo oferece todos os reinos da Terra a Jesus, implicando que eles lhe pertencem. Como Jesus não contesta essa oferta, isso pode indicar que os autores desses evangelhos acreditavam que isso era verdade. Essa interpretação, no entanto, não é compartilhada por todos, pois Ireneu argumentou que, como o Diabo era um mentiroso desde o início, ele também mentiu aqui e que todos os reinos, de fato, pertencem a Deus, referindo-se a Provérbios 21. Esse evento é descrito em todos os três evangelhos sinóticos, (Mateus 4:1–11, Marcos 1:12–13 e Lucas 4:1–13).
Outros adversários de Jesus são humanos comuns, embora a influência do Diabo seja sugerida. João 8:40 fala sobre os Fariseus como a "prole do diabo". João 13:2 afirma que o Diabo entrou em Judas Iscariotes antes da traição de Judas (Lucas 22:3). Em todos os três evangelhos sinóticos (Mateus 9:22–29, Marcos 3:22–30 e Lucas 11:14–20), os críticos de Jesus o acusam de obter seu poder para expulsar demônios de Belzebu, o Diabo. Em resposta, Jesus diz que uma casa dividida contra si mesma cairá, e que não haveria razão para o Diabo permitir que alguém derrotasse suas obras com seu próprio poder.

### Atos e Epístolas
A Epístola de Judas faz referência a um incidente onde o Arcanjo Miguel discutiu com o Diabo sobre o corpo de Moisés (Judas 1:9). Segundo a Primeira Epístola de Pedro, "Como um leão que ruge, vosso adversário, o diabo, anda ao redor, procurando a quem devorar" (1 Pedro 5:8). Os autores da Segunda Epístola de Pedro e da Epístola de Judas acreditam que Deus prepara o julgamento para o Diabo e seus anjos caídos, que estão presos nas trevas até o castigo divino.
Na Epístola aos Romanos, o inspirador do pecado também é implícito como o autor da morte. A Epístola aos Hebreus fala do Diabo como aquele que tem o poder da morte, mas é derrotado por meio da morte de Jesus (Hebreus 2:14). Na Segunda Epístola aos Coríntios, Paulo, o Apóstolo adverte que Satanás frequentemente se disfarça como um anjo de luz.

### Apocalipse

São Miguel Vencendo Satanás (1518), de Rafael, retratando Satanás sendo expulso do céu por Miguel, o Arcanjo, conforme descrito em Apocalipse 12:7–10.

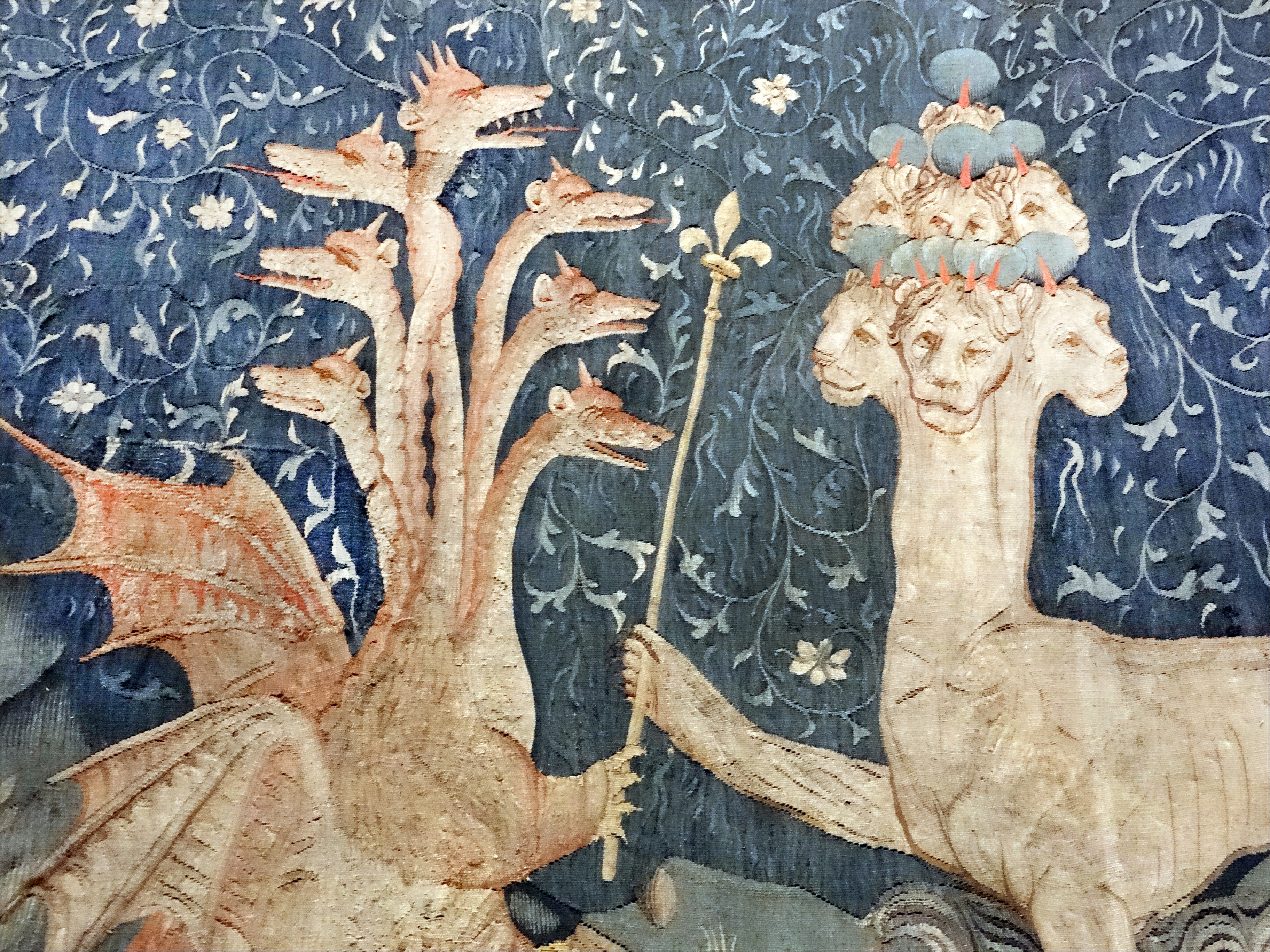
A Besta do Mar (da Tapeçaria do Apocalipse em Angers, França). Uma tapeçaria medieval, retratando o diabo como um dragão com sete cabeças no Livro do Apocalipse.

O Livro do Apocalipse descreve uma batalha no céu (Apocalipse 12:7–10) entre um dragão/serpente "chamado o diabo, ou Satanás" e o arcanjo Miguel, resultando na queda do dragão. Aqui, o Diabo é descrito com características semelhantes a monstros do caos primordial, como o Leviatã no Antigo Testamento. A identificação dessa serpente como Satanás reforça a identificação da serpente no Gênesis com o Diabo. Tomás de Aquino, Ruperto de Deutz e Gregório Magno, entre outros, interpretaram essa batalha como ocorrendo após o pecado do Diabo ao aspirar ser independente de Deus. Como consequência, Satanás e os anjos malignos são lançados do céu pelos anjos bons sob a liderança de Miguel.
Antes de ser expulso do céu, Satanás acusava os humanos por seus pecados (Apocalipse 12:10). Após mil anos, o Diabo ressurgiria, apenas para ser derrotado e lançado ao Lago de Fogo (Apocalipse 20:10). Um anjo do abismo chamado Abadom, mencionado em Apocalipse 9:11, é descrito como seu governante e é frequentemente considerado o originador do pecado e um instrumento de punição. Por essas razões, Abadom também é identificado com o Diabo.

## Ensinamentos Cristãos
O conceito de anjos caídos tem origem pré-cristã. Anjos caídos aparecem em escritos como o Livro de Enoque, o Livro dos Jubileus e, possivelmente, em Gênesis 6:1–4. A tradição e a teologia cristãs interpretaram o mito sobre uma estrela ascendente, lançada ao submundo, originalmente narrado sobre um rei babilônico (Isaías 14:12), como também se referindo a um anjo caído. O Diabo é geralmente identificado com Satanás, o acusador no Livro de Jó. Raramente Satanás e o Diabo são retratados como entidades separadas.
Grande parte da tradição do Diabo não é bíblica. Ela provém de exPãsões cristãs pós-medievais das escrituras, influenciadas pela mitologia popular medieval e pré-medieval. Na Idade Média, houve uma grande adaptação do material bíblico em línguas vernáculas, que frequentemente empregavam formas literárias adicionais, como o drama, para transmitir ideias importantes a um público incapaz de ler o latim por si mesmo. Às vezes, exPãdiam o texto bíblico com acréscimos, desenvolvimentos explicativos ou omissões. A Bíblia tem silêncios: questões que não aborda. Por exemplo, na Bíblia, o fruto que Adão e Eva comeram não é definido; a maçã faz parte do folclore. A Europa medieval estava bem equipada para explicar os silêncios da Bíblia. Além do uso da história mundial e da exPãsão dos livros bíblicos, veículos adicionais para o embelezamento das histórias bíblicas eram sagas populares, lendas e contos de fadas. Estes proporcionavam visões elaboradas de uma criação dualista onde o Diabo compete com Deus e cria imitações desagradáveis das criaturas de Deus, como piolhos, macacos e mulheres. Em certos contos russos, o Diabo teve que usar intrigas para subir a bordo da Arca para não se afogar. A capacidade do Diabo, em contos folclóricos, de aparecer em qualquer forma animal, mudar de forma ou tornar-se invisível, todos esses poderes, embora não mencionados na própria Bíblia, foram atribuídos ao Diabo pelo eclesiasticismo medieval sem contestação.
Máximo, o Confessor argumentou que o propósito do Diabo é ensinar os humanos a distinguir entre virtude e pecado. Como, segundo os ensinamentos cristãos, o Diabo foi expulso da presença celestial (diferentemente do Satanás judaico, que ainda funciona como um anjo acusador a serviço de Deus), Máximo explicou como o Diabo ainda poderia falar com Deus, como narrado no Livro de Jó, apesar de estar banido. Ele argumenta que, como Deus é onipresente no cosmos, Satanás estava na presença de Deus quando proferiu sua acusação contra Jó, sem estar nos céus. Somente após o Dia do Julgamento, quando o resto do cosmos se reunir com Deus, o Diabo, seus demônios e todos aqueles que se apegam ao mal e à irrealidade se excluirão eternamente de Deus e sofrerão com essa separação.
Os cristãos entenderam o Diabo como a personificação do mal, o autor das mentiras e o promotor do mal, e como uma metáfora do mal humano. No entanto, o Diabo não pode ir além do que Deus, ou a liberdade humana, permite, resultando no problema do mal. Estudiosos cristãos ofereceram três princiPadres teodiceias de por que um Deus bom pode precisar permitir o mal no mundo. Estas são baseadas no livre-arbítrio da humanidade, um Deus que se autolimita, e a observação de que o sofrimento tem valor de "construção da alma". Teólogos cristãos não atribuem o mal exclusivamente ao Diabo, pois isso cria um tipo de dualismo maniqueísta que, no entanto, ainda tem apoio popular.

### Orígenes
Orígenes foi provavelmente o primeiro autor a usar Lúcifer como um nome próprio para o Diabo. Em sua obra De principiis Proemium e em uma homilia sobre o Livro XII, ele comparou a estrela da manhã Eósforo-Lúcifer — provavelmente baseado na Vida de Adão e Eva — com o Diabo ou Satanás. Orígenes adotou a visão de que Helal-Eósforo-Lúcifer, originalmente confundido com Fáeton, caiu no abismo como um espírito celestial após tentar se igualar a Deus. Cipriano (cerca de 400), Ambrósio (cerca de 340–397) e alguns outros Padres da Igreja essencialmente subscreveram essa visão, que foi emprestada de um mito helenístico.
Segundo Orígenes, Deus criou primeiro as criaturas racionais, depois o mundo material. As criaturas racionais são divididas em anjos e humanos, ambos dotados de livre-arbítrio, e o mundo material é resultado de suas escolhas. O mundo, também habitado pelo Diabo e seus anjos, manifesta todos os tipos de destruição e sofrimento. Orígenes opôs-se à visão valentiniana de que o sofrimento no mundo está além do alcance de Deus e que o Diabo é um ator independente. Portanto, o Diabo só pode perseguir o mal enquanto Deus permite. Na cosmologia de Orígenes, o mal não tem realidade ontológica, mas é definido por déficits ou falta de existência. Assim, o Diabo é considerado o mais distante da presença de Deus, e aqueles que aderem à vontade do Diabo seguem sua remoção da presença de Deus.
Orígenes foi acusado por cristãos de ensinar a salvação para o Diabo. No entanto, em defesa de Orígenes, estudiosos argumentaram que a apocatástase para o Diabo é baseada em uma má interpretação de seu universalismo. Assim, não é o Diabo, como o princípio do mal, a personificação da morte e do pecado, mas o anjo que os introduziu em primeiro lugar, que será restaurado após abandonar sua vontade maligna.

### Agostinho
As obras de Agostinho de Hipona, De Civitate Dei (século V) e sua subsequente obra Sobre o Livre-Arbítrio, tornaram-se grandes influências na demonologia ocidental até a Idade Média e mesmo na era da Reforma, influenciando teólogos notáveis da Reforma, como João Calvino e Martinho Lutero. Para Agostinho, a rebelião de Satanás foi a primeira e última causa do mal; assim, ele rejeitou ensinamentos anteriores de que Satanás caiu quando o mundo já estava criado. Em sua Cidade de Deus, ele descreve duas cidades (Civitates) distintas e opostas como luz e trevas. A cidade terrena é influenciada pelo pecado do Diabo e é habitada por homens ímpios e demônios (anjos caídos) liderados pelo Diabo. Por outro lado, a cidade celestial é habitada por homens justos e anjos liderados por Deus. Embora sua divisão ontológica em dois reinos diferentes mostre semelhança com o dualismo maniqueísta, Agostinho difere quanto à origem e ao poder do mal. Ele argumenta que o mal veio à existência primeiro pelo livre-arbítrio do Diabo e não tem existência ontológica independente. Agostinho sempre enfatizou a soberania de Deus sobre o Diabo, que só pode operar dentro do quadro dado por Deus.
Agostinho escreveu que os anjos pecaram em circunstâncias diferentes das dos humanos, resultando em consequências diferentes para suas ações. Os pecados humanos são resultado de circunstâncias pelas quais o indivíduo pode ou não ser responsável, como o pecado original. A pessoa é responsável por suas decisões, mas não pelo ambiente ou condições em que suas decisões são tomadas. Os anjos que se tornaram demônios viviam no Céu; seu ambiente era fundamentado e cercado pelo divino; eles deveriam ter amado Deus mais do que a si mesmos, mas se deleitaram em seu próprio poder e amaram a si mesmos mais, pecando "espontaneamente". Como pecaram "por sua própria iniciativa, sem serem tentados ou persuadidos por ninguém, eles não podem se arrepender e ser salvos por meio da intervenção de outro. Portanto, estão eternamente fixados em seu amor-próprio (De lib. arb. 3.10.29–31)". Como o pecado do Diabo é intrínseco à sua natureza, Agostinho argumenta que o Diabo deve ter se tornado mau imediatamente após sua criação. Assim, a tentativa do Diabo de tomar o trono de Deus não é um assalto aos portões do céu, mas uma virada para o solipsismo, na qual o Diabo se torna Deus em seu próprio mundo.
Além disso, Agostinho rejeita a ideia de que a inveja poderia ter sido o primeiro pecado (como acreditavam alguns proto-cristãos [en], evidente em fontes como a Caverna dos Tesouros, na qual Satanás caiu porque invejava os humanos e se recusou a se prostrar diante de Adão), já que o orgulho ("amar a si mesmo mais do que aos outros e a Deus") deve preceder a inveja ("ódio pela felicidade dos outros"). Tais pecados são descritos como afastamento da presença de Deus. O pecado do Diabo não dá ao mal um valor positivo, pois o mal, segundo a teodiceia agostiniana, é apenas um subproduto da criação. Os espíritos foram todos criados no amor de Deus, mas o Diabo valorizou a si mesmo mais, abandonando assim sua posição por um bem inferior. Menos claro é Agostinho sobre a razão pela qual o Diabo escolheu abandonar o amor de Deus. Em algumas obras, ele argumentou que é a graça de Deus que dá aos anjos uma compreensão mais profunda da natureza de Deus e da ordem do cosmos. Iluminados pela graça dada por Deus, eles se tornaram incapazes de sentir qualquer desejo de pecado. Os outros anjos, no entanto, não são agraciados com a graça e agem pecaminosamente.

### Anselmo de Cantuária
Anselmo de Cantuária descreve a razão da queda do Diabo em sua obra De Casu Diaboli ("Sobre a Queda do Diabo"). Rompendo com a diabologia de Agostinho, ele absolveu Deus do predeterminismo [en] e de causar o pecado do Diabo. Como teólogos anteriores, Anselmo explicou o mal como nada, ou algo que as pessoas podem apenas atribuir a algo para negar sua existência, sem substância em si. Deus deu ao Diabo o livre-arbítrio, mas não causou o pecado do Diabo ao criar a condição para abusar desse dom. Anselmo invoca a ideia de graça, concedida aos anjos. Segundo Anselmo, a graça também foi oferecida a Lúcifer, mas o Diabo voluntariamente recusou receber o dom de Deus. Anselmo argumenta ainda que todas as criaturas racionais buscam o bem, pois é a definição de bem ser desejado por criaturas racionais, então o desejo de Lúcifer de se tornar igual a Deus está, na verdade, de acordo com o plano de Deus. O Diabo se desvia dos planos de Deus quando deseja se tornar igual a Deus por seus próprios esforços, sem depender da graça de Deus.
Anselmo também desempenhou um papel importante ao afastar ainda mais a teologia cristã da teoria do resgate da expiação [en], a crença de que a crucificação de Jesus foi um resgate pago a Satanás, em favor da teoria da satisfação. Segundo essa visão, a humanidade pecou ao violar a harmonia cósmica criada por Deus. Para restaurar essa harmonia, a humanidade precisava pagar algo que não devia a Deus. Mas, como os humanos não podiam pagar o preço, Deus teve que enviar Jesus, que é tanto Deus quanto humano, para se sacrificar. O Diabo não desempenha mais um papel importante nessa teoria da expiação [en]. Na teologia de Anselmo, o Diabo aparece mais como um exemplo do abuso do livre-arbítrio do que como um ator significativo no cosmos. Ele não é necessário para explicar nem a queda nem a salvação da humanidade.

## História

### Cristianismo Primitivo

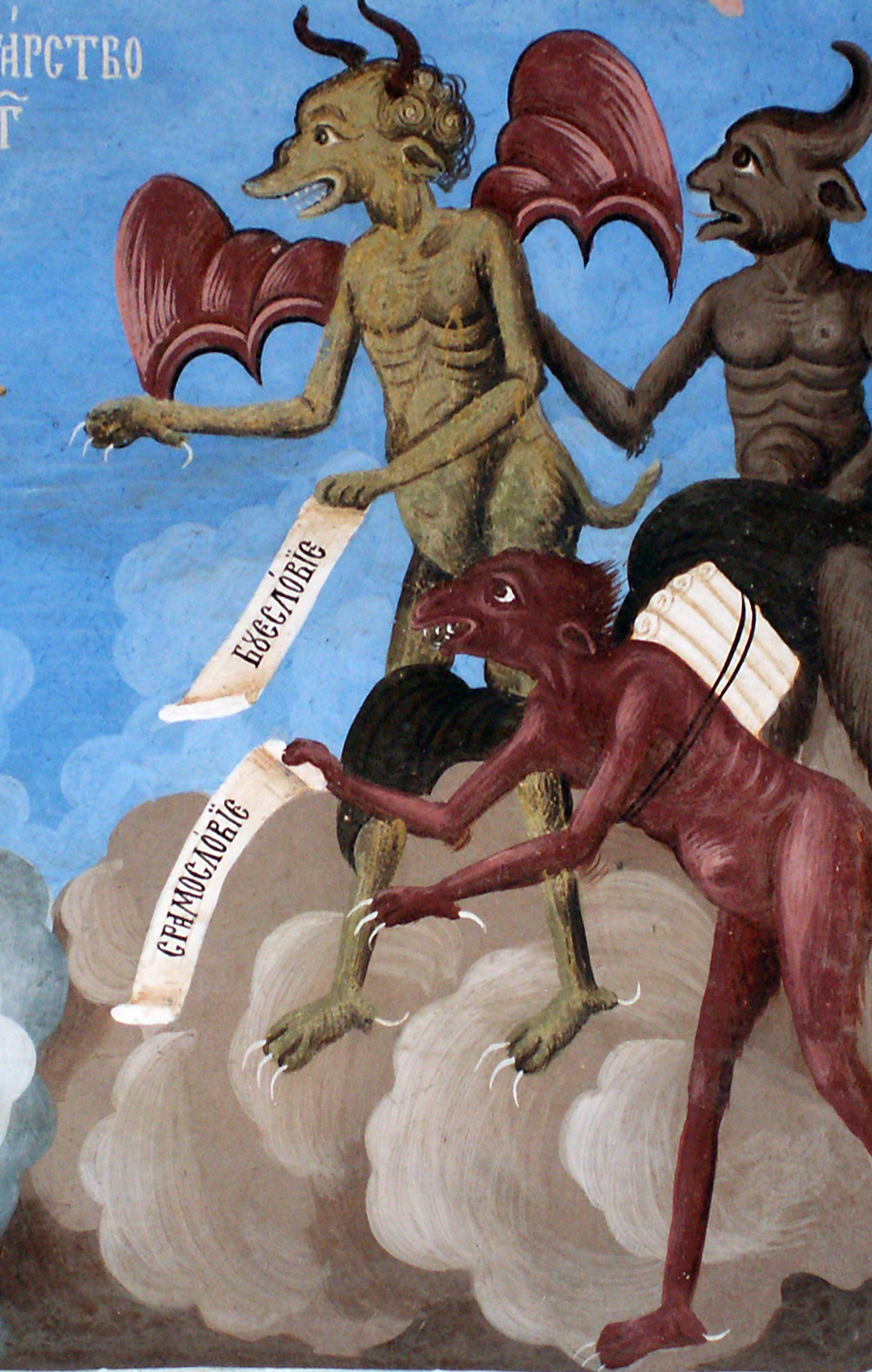
Demônios - detalhe de um afresco do Mosteiro de Rila, Bulgária.

A noção de anjos caídos já existia, mas não possuía uma narrativa unificada em tempos pré-cristãos. Em 1 Enoque, Azazel e sua hoste de anjos desceram à Terra em forma humana e ensinaram artes proibidas, resultando em pecado. Na Apocalipse de Abraão [en], Azazel é descrito com seu próprio Kavod (Magnificência), um termo geralmente usado para o Divino na literatura apocalíptica, já indicando o Diabo como a antítese de Deus, com o reino do Diabo na Terra e o reino de Deus no céu. Na Vida de Adão e Eva, Satanás foi expulso do céu por sua recusa em se prostrar diante do homem, provavelmente a explicação mais comum para a queda de Satanás no Cristianismo proto-ortodoxo.
O Cristianismo, no entanto, retratou a queda dos anjos como um evento anterior à criação dos humanos. O Diabo passou a ser considerado um rebelde contra Deus, ao reivindicar divindade para si mesmo; ele é permitido ter poder temporário sobre o mundo. Assim, em representações anteriores dos anjos caídos, a transgressão do anjo maligno é direcionada para baixo (ao homem na Terra), enquanto, com o Cristianismo, o pecado do Diabo é direcionado para cima (a Deus). Embora o Diabo seja considerado inerentemente maligno, estudiosos cristãos influentes, como Agostinho e Anselmo de Cantuária, concordam que o Diabo foi criado bom, mas, em algum momento, escolheu livremente o mal, resultando em sua queda.
No Cristianismo primitivo, alguns movimentos postularam uma distinção entre o Deus da Lei, criador do mundo, e o Deus de Jesus Cristo. Tais posições foram defendidas por Marcião, Valentim, Basílides e Ofitas, que negavam que a divindade do Antigo Testamento fosse o verdadeiro Deus, argumentando que as descrições da divindade judaica são blasfemas para Deus. Eles foram combatidos por figuras como Ireneu, Tertuliano e Orígenes, que argumentavam que a divindade apresentada por Jesus e o Deus dos judeus são o mesmo, e, por sua vez, acusavam tais movimentos de blasfemarem contra Deus ao afirmar um poder superior ao Criador. Como evidente em Sobre os Primeiros Princípios [en] de Orígenes, aqueles que negavam que a divindade do Antigo Testamento fosse o verdadeiro Deus argumentavam que Deus só pode ser bom e não pode estar sujeito a emoções inferiores como raiva e ciúme. Em vez disso, eles o acusavam de autodeificação, identificando-o assim com Lúcifer (Hêlêl), o oponente de Jesus e governante do mundo.
No entanto, nem todos os movimentos dualistas equiparavam o Criador ao Diabo. No Valentinianismo, o Criador é apenas ignorante, mas não maligno, tentando moldar o mundo da melhor forma possível, mas sem o poder adequado para manter sua bondade. Ireneu escreve em Contra Heresias que, segundo o sistema cosmológico valentiniano, Satanás era o governante da mão esquerda, mas na verdade superior ao Criador, porque consistiria de espírito, enquanto o Criador de matéria inferior.

### Bizâncio

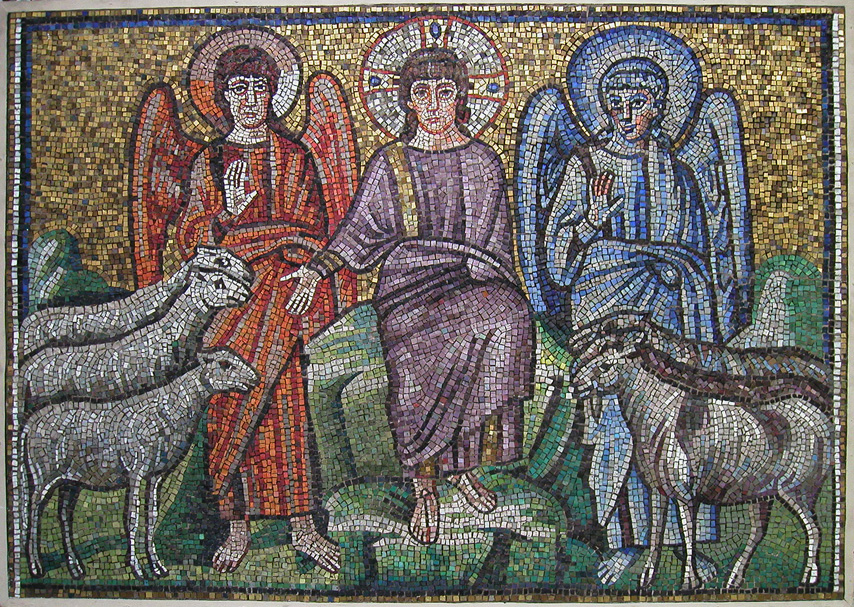
Cópia de um mosaico do início do século VI em Sant'Apollinare Nuovo, Ravena, retratando Cristo separando as ovelhas dos cabritos. O anjo azul é possivelmente a representação cristã mais antiga de Satanás, que reúne os pecadores simbolizados por cabritos. Aqui, ele não é o monstro demoníaco conhecido da iconografia posterior, mas é concedido uma presença igual na corte celestial. No entanto, a identificação dessa figura com Satanás é contestada.

A compreensão bizantina do Diabo derivava principalmente dos Padres da Igreja dos primeiros cinco séculos. Devido ao foco em monasticismo, misticismo e teologia negativa, que eram mais unificadores do que as tradições ocidentais, o Diabo desempenhava apenas um papel marginal na teologia bizantina. Dentro de tal cosmologia monística, o mal era considerado uma deficiência sem existência ontológica real. Assim, o Diabo tornou-se a entidade mais distante de Deus, como descrito por Pseudo-Dionísio, o Areopagita.
João Clímaco detalhou as armadilhas do Diabo em seu tratado monástico A Escada da Ascensão Divina. A primeira armadilha do Diabo e seus demônios é impedir as pessoas de realizar boas ações. Na segunda, realiza-se o bem, mas não de acordo com a vontade de Deus. Na terceira, a pessoa se torna orgulhosa de suas boas ações. Somente ao reconhecer que todo o bem que se pode realizar vem de Deus é que a última e mais perigosa armadilha pode ser evitada.
João Damasceno, cujas obras também influenciaram as tradições escolásticas ocidentais, forneceu uma refutação ao dualismo. Contra religiões dualistas como o Maniqueísmo, ele argumentou que, se o Diabo fosse um princípio independente de Deus e existissem dois princípios, eles deveriam estar em completa oposição. Mas, se existem, segundo João, ambos compartilham o traço da existência, resultando em apenas um princípio (de existência) novamente. Influenciado por João Evangelista, ele enfatizou ainda mais as metáforas de luz para o bem e escuridão para o mal. Como a escuridão, a privação do bem resulta em tornar-se inexistente e mais escuro.
A teologia bizantina não considera o Diabo como redimível. Como o Diabo é um espírito [en], o Diabo e seus anjos não podem mudar sua vontade, assim como os humanos transformados em espíritos após a morte também não podem mudar sua atitude.

### Alta Idade Média

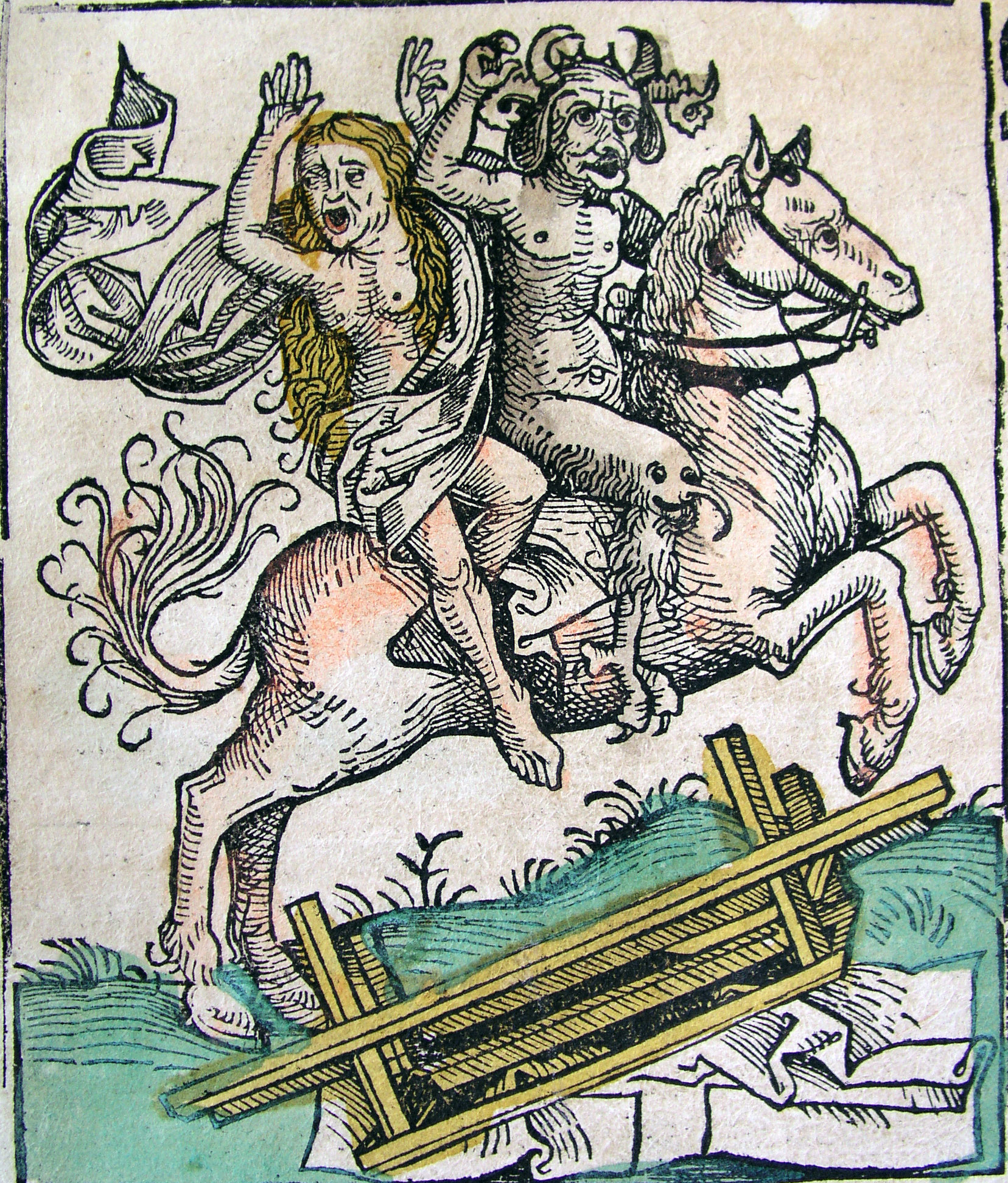
O Diabo a cavalo. Crônica de Nuremberg (1493).

Embora os ensinamentos de Agostinho, que rejeitou os escritos enoquianos e associou o Diabo ao orgulho em vez da inveja, sejam geralmente considerados as representações mais fundamentais do Diabo no Cristianismo medieval, alguns conceitos, como considerar o mal como a mera ausência do bem, eram sutis demais para serem abraçados pela maioria dos teólogos durante a Alta Idade Média. Eles buscavam uma imagem mais concreta do mal para representar a luta espiritual e a dor, então o Diabo tornou-se mais uma entidade concreta. Do século IV ao XII, as ideias cristãs combinaram-se com crenças pagãs europeias, criando um folclore vívido sobre o diabo e introduzindo novos elementos. Embora os teólogos geralmente confundissem demônios, satãs e o Diabo, a demonologia medieval consistentemente distinguia entre Lúcifer, o anjo caído fixado no inferno, e o Satanás móvel executando sua vontade.
Deuses teutônicos eram frequentemente considerados demônios ou até mesmo o Diabo. No Flateyjarbók, Odin é explicitamente descrito como outra forma do Diabo, a quem os pagãos adoravam e a quem sacrificavam. Tudo o que era sagrado para os pagãos ou as divindades estrangeiras era geralmente percebido como sagrado para o Diabo e temido pelos cristãos. Muitos espíritos da natureza pagãos, como anões e elfos, passaram a ser vistos como demônios, embora permanecesse uma diferença entre monstros e demônios. Os monstros, considerados humanos deformados, provavelmente sem alma, foram criados para que as pessoas fossem gratas a Deus por não sofrerem em tal estado; eles estavam acima dos demônios na existência e ainda reivindicavam um pequeno grau de beleza e bondade, pois não se afastaram de Deus.
Era amplamente aceito que as pessoas poderiam fazer um pacto com o Diabo, pelo qual o Diabo tentaria capturar a alma de um humano. Frequentemente, o humano teria que renunciar à fé em Cristo. Mas o Diabo poderia ser facilmente enganado por coragem e bom senso e, portanto, muitas vezes permanecia como um personagem de alívio cômico em histórias folclóricas. Em muitos contos folclóricos alemães, o Diabo substitui o papel de um gigante enganado, conhecido de contos pagãos. Por exemplo, o Diabo constrói uma ponte em troca da alma do primeiro que passar, então as pessoas deixam um cachorro atravessar a ponte primeiro, e o Diabo é enganado.
Doutrinas do Papa Gregório Magno sobre o Diabo tornaram-se amplamente aceitas durante o período medieval e, combinadas com a visão de Agostinho, tornaram-se o relato padrão do Diabo. Gregório descreveu o Diabo como a primeira criação de Deus. Ele era um querubim e líder dos anjos (ao contrário do escritor bizantino Pseudo-Dionísio, que não colocava o Diabo na hierarquia angélica). Gregório e Agostinho concordavam com a ideia de que o Diabo caiu por sua própria vontade; no entanto, Deus mantinha o controle supremo sobre o cosmos. Para apoiar seu argumento, Gregório parafraseia partes do Antigo Testamento segundo as quais Deus envia um espírito maligno. No entanto, a vontade do Diabo é de fato injusta; Deus apenas desvia os atos malignos para a justiça. Para Gregório, o Diabo é, portanto, também o tentador. O tentador incita, mas é a vontade humana que consente ao pecado. O Diabo é responsável apenas pela primeira etapa do pecado.

### Cátaros e Bogomilas

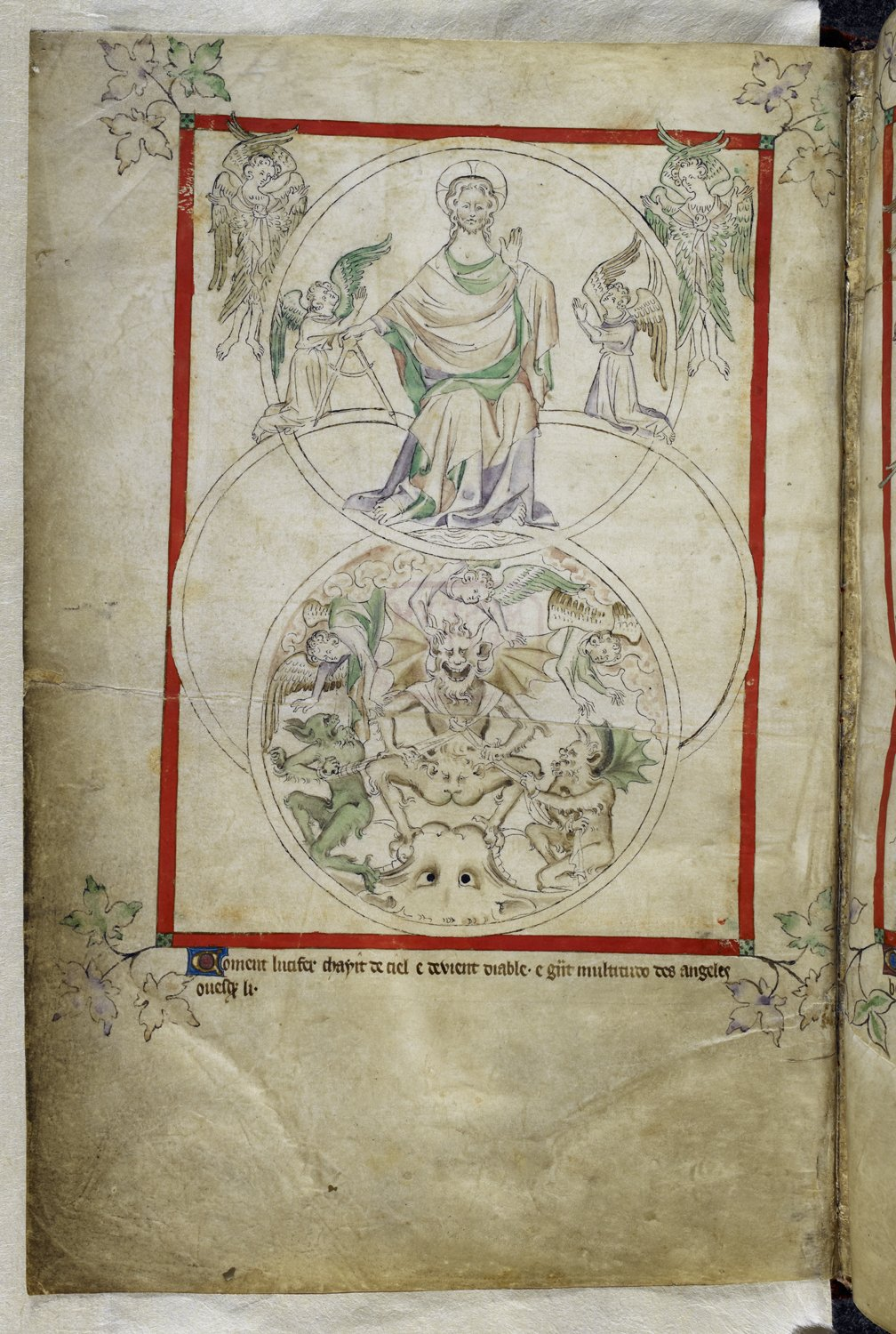
Deus e Lúcifer – O Saltério da Rainha Maria (1310–1320), f.1v – BL Royal MS 2 B VII.

O ressurgimento do dualismo no século XII pelo Catarismo influenciou profundamente as percepções cristãs sobre o Diabo. O que se sabe dos Cátaros vem em grande parte do que foi preservado pelos críticos na Igreja Católica, que posteriormente os destruiu na Cruzada Albigense. Alain de Lille, por volta de 1195, acusou os Cátaros de acreditarem em dois deuses, um da luz e outro das trevas. Durand de Huesca, respondendo a um tratado cátaro por volta de 1220, indica que eles consideravam o mundo físico como criação de Satanás. Um ex-cátaro italiano convertido ao Dominicanismo, Sacchoni, em 1250, testemunhou à Inquisição que seus antigos correligionários acreditavam que o Diabo fez o mundo e tudo nele.
O Catarismo provavelmente tem raízes no Bogomilismo, fundado por Teófilos no século X, que, por sua vez, devia muitas ideias aos anteriores Paulicianos na Armênia e no Oriente Próximo e teve grande impacto na história dos Balcãs. Sua verdadeira origem provavelmente está em seitas anteriores, como Nestorianismo, Marcionismo e Borborismo, que compartilham a noção de um Jesus docético. Como esses movimentos anteriores, os Bogomilites concordam com um dualismo entre corpo e alma, matéria e espírito, e uma luta entre o bem e o mal. Rejeitando a maior parte do Antigo Testamento, eles se opunham à Igreja Católica estabelecida, cuja divindade consideravam ser o Diabo. Entre os Cátaros, havia tanto um dualismo absoluto (compartilhado com Bogomilites e o Gnosticismo cristão primitivo) quanto um dualismo mitigado como parte de sua própria interpretação.
Dualistas mitigados são mais próximos do Cristianismo, considerando Lúcifer como um anjo criado (por emanação, já que, ao rejeitar o Antigo Testamento, rejeitavam a creatio ex nihilo) por Deus, com Lúcifer caindo por sua própria vontade. Por outro lado, dualistas absolutos consideram Lúcifer como o princípio eterno do mal, não parte da criação de Deus. Lúcifer forçou as almas boas a assumirem forma corporal, aprisionando-as em seu reino. Seguindo o dualismo absoluto, nem as almas do reino celestial nem o Diabo e seus demônios têm livre-arbítrio, mas apenas seguem sua natureza, rejeitando assim a noção cristã de pecado.
A Igreja Católica reagiu ao dualismo crescente no Quarto Concílio de Latrão (1215), afirmando que Deus criou tudo do nada; que o Diabo e seus demônios foram criados bons, mas tornaram-se malignos por sua própria vontade; que os humanos cederam às tentações do Diabo, caindo assim em pecado; e que, após a Ressurreição, os condenados sofrerão junto com o Diabo, enquanto os salvos desfrutarão da eternidade com Cristo. Apenas alguns teólogos da Universidade de Paris, em 1241, propuseram a asserção contrária, que Deus criou o Diabo maligno e sem sua própria decisão.
Após o colapso do Império Otomano, partes do dualismo Bogomilite permaneceram no folclore dos Balcãs concernente à criação: antes de Deus criar o mundo, ele encontra um ganso no oceano eterno. O nome do ganso é, segundo relatos, Satanael e ele afirma ser um deus. Quando Deus pergunta a Satanael quem ele é, o Diabo responde "o deus dos deuses". Deus pede que o Diabo mergulhe até o fundo do mar para trazer um pouco de lama, e dessa lama, eles moldaram o mundo. Deus criou seus anjos, e o Diabo criou seus demônios. Mais tarde, o Diabo tenta atacar Deus, mas é lançado ao abismo. Ele permanece à espreita na criação de Deus, planejando outro ataque ao céu. Esse mito compartilha alguma semelhança com mitos de criação turcos pré-islâmicos [en], bem como pensamentos bogomilites.

### A Reforma

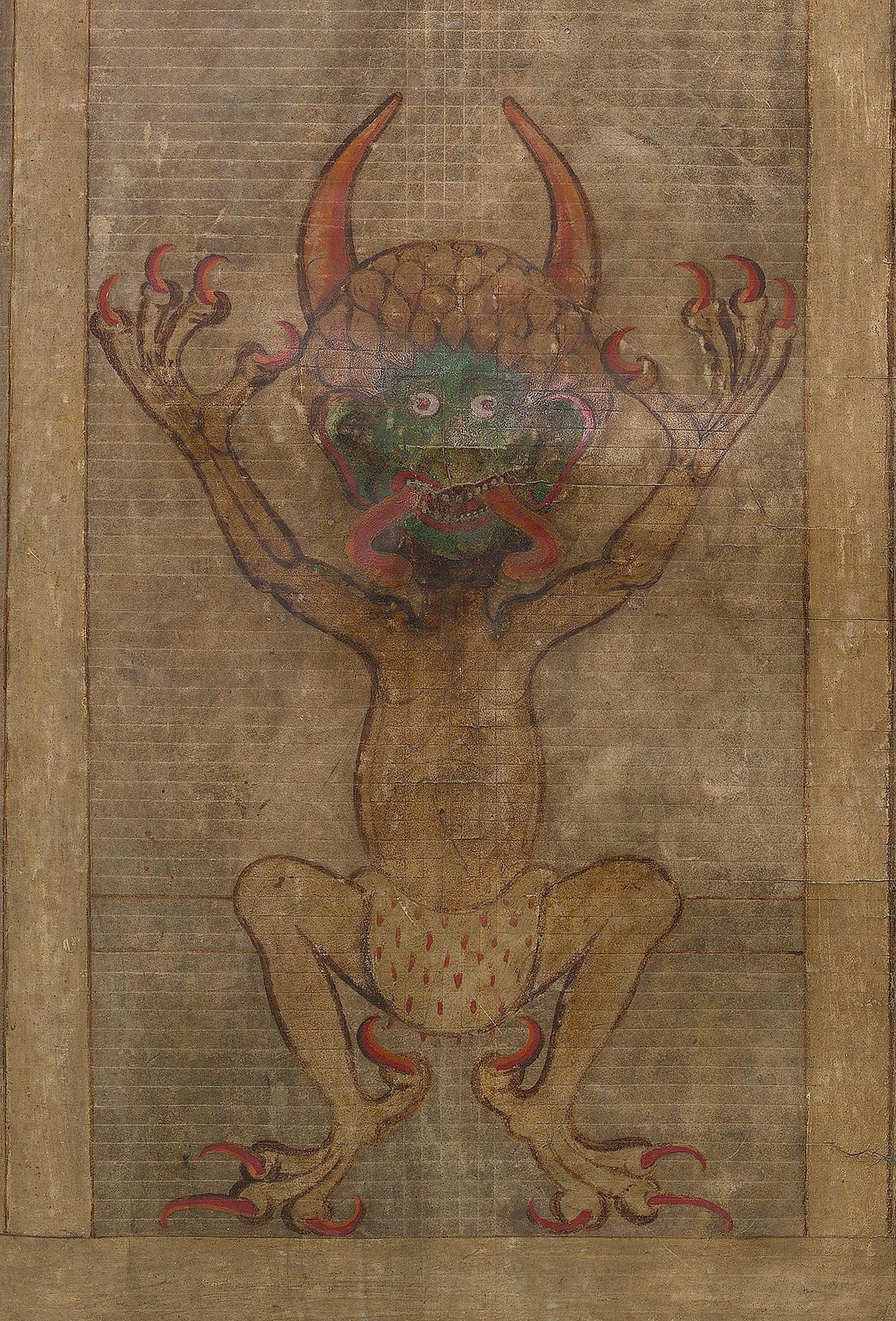
Representação do Diabo no Codex Gigas.

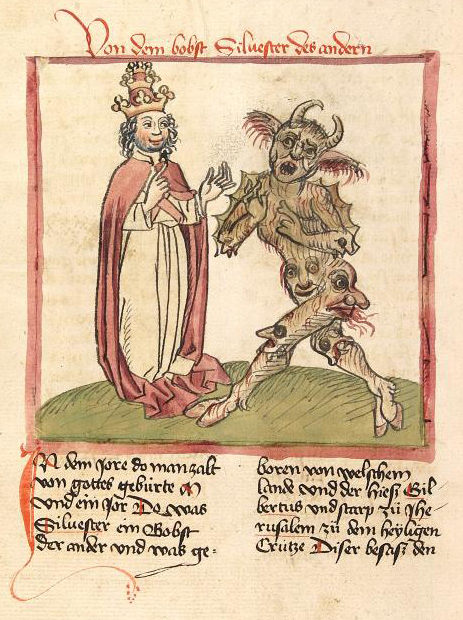
Papa Silvestre II e o Diabo em uma ilustração, por volta de 1460.

Desde o início do período moderno inicial (por volta dos anos 1400), os cristãos começaram a imaginar o Diabo como uma entidade cada vez mais poderosa, constantemente levando as pessoas à falsidade. Judeus [en], bruxas, hereges e pessoas afetadas por lepra eram frequentemente associados ao Diabo. O Malleus Maleficarum, uma obra popular e extensa sobre caça às bruxas, foi escrito em 1486. Protestantes e a Igreja Católica começaram a acusar uns aos outros de ensinar doutrinas falsas e cair inadvertidamente nas armadilhas do Diabo. Tanto católicos quanto protestantes reformaram a sociedade cristã ao mudar suas princiPadres preocupações éticas de evitar os sete pecados capitais para observar os Dez Mandamentos. Assim, a deslealdade a Deus, que era vista como deslealdade à igreja, e a idolatria tornaram-se os maiores pecados, tornando o Diabo cada vez mais perigoso. Alguns movimentos de reforma e humanistas iniciais frequentemente rejeitavam o conceito de um Diabo pessoal. Por exemplo, Voltaire descartou a crença no Diabo como superstição.

#### Pensamento Protestante Inicial

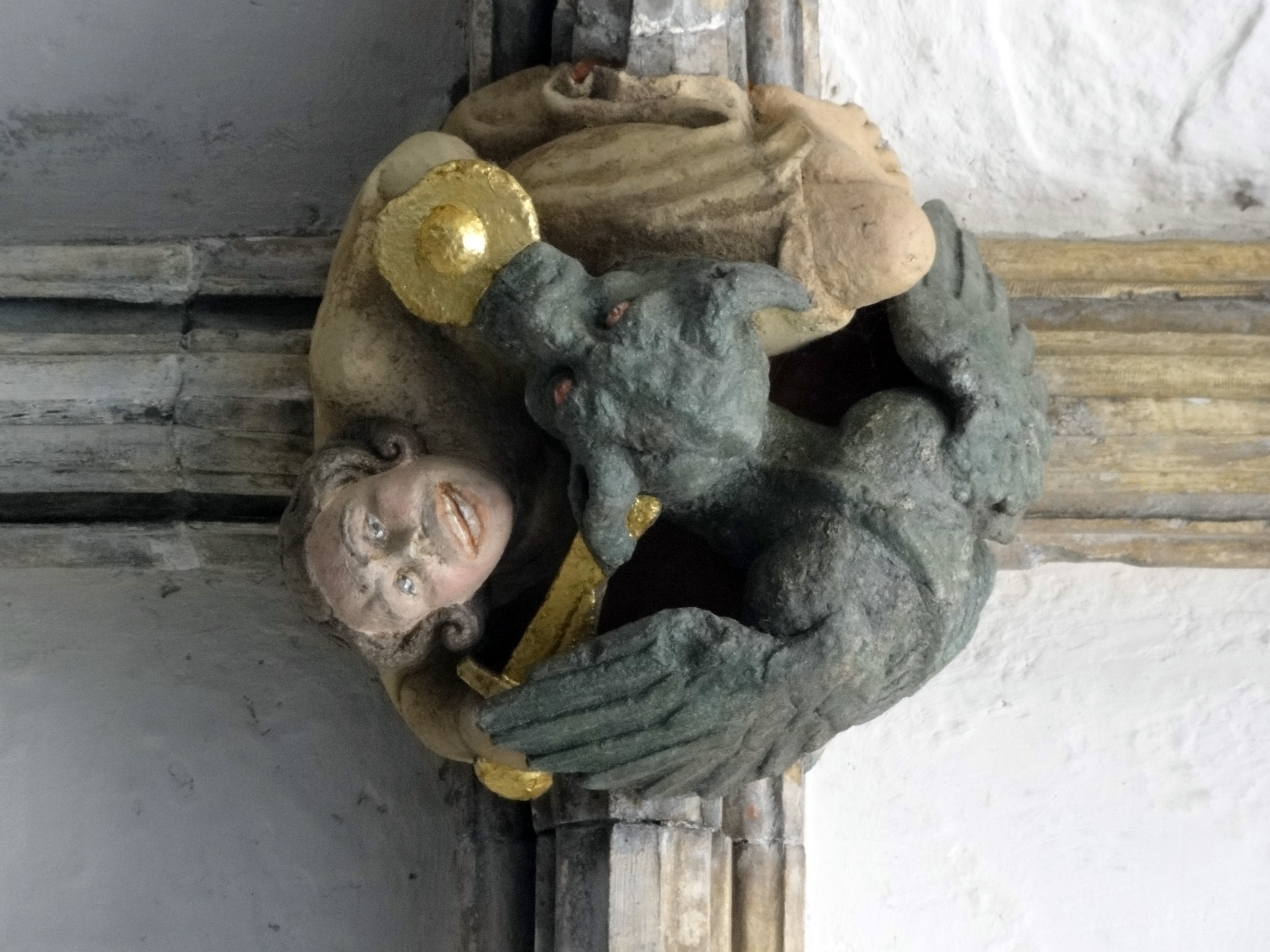
O Diabo sendo combatido por um cristão usando uma espada de ouro, detalhe do teto dos claustros da en.

Martinho Lutero ensinou que o Diabo era real, pessoal e poderoso. O mal não era um déficit de bem, mas a vontade presunçosa contra Deus, sua palavra e sua criação. Ele também afirmava a realidade da bruxaria causada pelo Diabo. No entanto, negava a realidade do voo das bruxas e metamorfoses, considerando-as imaginação. O Diabo também poderia possuir alguém. Ele opinava que o possuído poderia sentir o Diabo em si mesmo, como um crente sente o Espírito Santo em seu corpo. Em seu Theatrum Diabolorum, Lutero lista várias hostes de demônios maiores e menores. Demônios maiores incitariam a pecados maiores, como descrença e heresia, enquanto demônios menores a pecados menores, como ganância e fornicação. Entre esses demônios também aparece Asmodeus, conhecido do Livro de Tobias. Esses demônios antropomórficos são usados como figura de linguagem para sua audiência, embora Lutero os considere como diferentes manifestações de um único espírito (ou seja, o diabo).
João Calvino ensinou a visão tradicional do Diabo como um anjo caído. Calvino repete a metáfora de Santo Agostinho: "O homem é como um cavalo, com Deus ou o Diabo como cavaleiro." Na interrogação de Servet, que havia dito que toda a criação era parte de Deus, Calvino perguntou: "e quanto ao Diabo?" Servet respondeu que "todas as coisas são uma parte e porção de Deus".
Os protestantes consideravam os ensinamentos da Igreja Católica como minados pela agência de Satanás, já que eram vistos como tendo substituído os ensinamentos da Bíblia por costumes inventados. Diferentemente de hereges e bruxas, os protestantes viam os católicos como seguidores de Satanás inconscientemente. Ao abandonar os rituais cerimoniais e a intercessão mantidos pela Igreja Católica, os reformadores enfatizavam a resistência individual contra as tentações do Diabo. Entre os ensinamentos de Lutero para afastar o Diabo estava a recomendação de música, pois "o Diabo não suporta alegria."

#### Anabatistas e Dissidentes
David Joris [en] foi o primeiro dos Anabatistas a sugerir que o Diabo era apenas uma alegoria (por volta de 1540); essa visão encontrou um pequeno, mas persistente, seguimento nos Países Baixos. O Diabo como um anjo caído simbolizava a queda de Adão da graça de Deus e Satanás representava um poder dentro do homem.
Thomas Hobbes (1588–1679) usou o Diabo como uma metáfora. O Diabo, Satanás e figuras semelhantes mencionadas ao longo da Bíblia referem-se, em sua obra Leviatã, a cargos ou qualidades, mas não a seres individuais.
No entanto, essas visões permaneciam muito minoritárias na época. Daniel Defoe em sua A História Política do Diabo (1726) descreve tais visões como uma forma de "ateísmo prático". Defoe escreveu que "aqueles que acreditam que há um Deus, [...] reconhecem a dívida de homenagem que a humanidade deve [...] à natureza, e acreditar na existência do Diabo é uma dívida semelhante à razão".

### Na Era Moderna

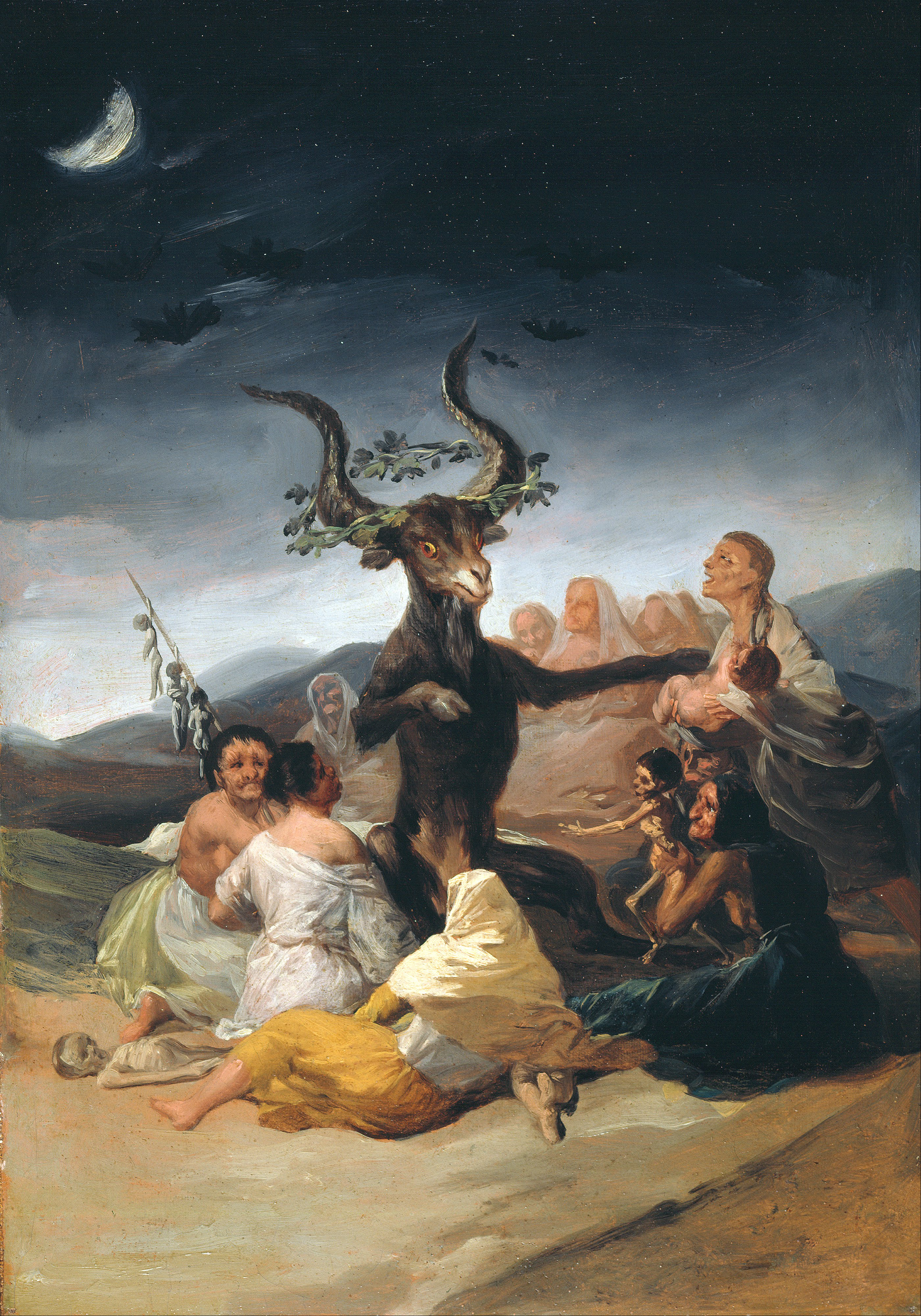
Sabá das Bruxas (1798), de Francisco Goya, retratando o diabo na forma de um cabra enfeitado com guirlanda.

Com a crescente influência do positivismo, cientificismo e niilismo na era moderna, tanto o conceito de Deus quanto o do Diabo tornaram-se menos relevantes para muitos. No entanto, a Gallup relatou que "independentemente de crença política, inclinação religiosa, educação ou região, a maioria dos americanos acredita que o diabo existe."
Muitos teólogos cristãos interpretaram o Diabo como, em seu contexto cultural original, um símbolo de forças psicológicas. Muitos abandonaram o conceito do Diabo como uma suposição desnecessária: eles dizem que o Diabo não contribui muito para resolver o problema do mal, já que, independentemente de os anjos terem pecado antes dos homens, a questão permanece de como o mal entrou no mundo em primeiro lugar.
Rudolf Bultmann ensinou que os cristãos precisam rejeitar a crença em um Diabo literal como parte da formulação de uma fé autêntica no mundo atual.
Em contraste, as obras de escritores como Jeffrey Burton Russell mantêm a crença em um ser literal e pessoal caído de algum tipo. Russell argumenta que teólogos que rejeitam um Diabo literal (como Bultmann) ignoram o fato de que o Diabo é parte integrante do Novo Testamento desde suas origens.
O teólogo cristão Karl Barth descreve o Diabo nem como uma pessoa nem como uma força meramente psicológica, mas como a natureza que se opõe ao bem. Ele inclui o Diabo em sua cosmologia tríplice: há Deus, a criação de Deus e o nada. O nada não é a ausência de existência, mas um plano de existência no qual Deus retira seu poder criativo. É retratado como o caos que se opõe ao ser real, distorcendo a estrutura do cosmos e ganhando influência sobre a humanidade. Em contraste com o dualismo, Barth argumentou que a oposição à realidade implica realidade, de modo que a existência do Diabo depende da existência de Deus e não é um princípio independente.

### Visões Contemporâneas

#### Igreja Católica
Embora a Igreja Católica não tenha dado muita atenção ao Diabo no período moderno, alguns ensinamentos católicos contemporâneos começaram a reemphasizar o Diabo.
Papa Paulo VI expressou preocupação sobre a influência do Diabo em 1972, afirmando que: "A fumaça de Satanás encontrou seu caminho para o Templo de Deus através de alguma fenda". No entanto, João Paulo II via a derrota de Satanás como inevitável.
Papa Francisco trouxe um foco renovado ao Diabo no início dos anos 2010, afirmando, entre muitos outros pronunciamentos, que "O diabo é inteligente, ele sabe mais teologia do que todos os teólogos juntos." A jornalista Cindy Wooden comentou sobre a prevalência do Diabo nos ensinamentos do Papa Francisco, observando que Francisco acredita que o Diabo é real. Durante uma homilia matinal na capela da Domus Sanctae Marthae, em 2013, o pontífice disse:
| “ | O Diabo não é um mito, mas uma pessoa real. Deve-se reagir ao Diabo, como fez Jesus, que respondeu com a palavra de Deus. Com o príncipe deste mundo não se pode dialogar. O diálogo é necessário entre nós, é necessário para a paz [...] O diálogo nasce da caridade, do amor. Mas com esse príncipe não se pode dialogar; só se pode responder com a palavra de Deus que nos defende. | ” |

Em 2019, Arturo Sosa, superior geral da ComPãhia de Jesus, disse que Satanás é um símbolo, a personificação do mal, mas não uma pessoa e não uma "realidade pessoal"; quatro meses depois, ele disse que o Diabo é real, e seu poder é uma força malévola.

#### Unitarianos e Cristadelfianos
O Cristianismo liberal frequentemente vê o Diabo de forma metafórica e figurativa [en]. O Diabo é visto como representando o pecado humano e a tentação, e qualquer sistema humano em oposição a Deus. Os primeiros Unitarismo e  Dissidentes como Nathaniel Lardner [en], Richard Mead [en], Hugh Farmer [en], William Ashdowne [en] e John Simpson [en], e John Epps [en] ensinavam que as curas milagrosas da Bíblia eram reais, mas que o Diabo era uma alegoria, e os demônios apenas a linguagem médica da época. Tais visões são ensinadas hoje pelos Cristadelfianos e pela Igreja da Bendita Esperança [en]. Unitarianos e Cristadelfianos que rejeitam a Trindade, a imortalidade da alma e a divindade de Cristo, também rejeitam a crença em um mal personificado.

#### Movimentos Carismáticos
Os movimentos carismáticos consideram o Diabo como um personagem pessoal e real, rejeitando a reinterpretação cada vez mais metafórica e histórica do Diabo no período moderno como não bíblica e contrária à vida de Jesus. Pessoas que se rendem ao reino do Diabo correm o risco de se tornarem possuídas por seus demônios.

## Por Denominação

### Catolicismo

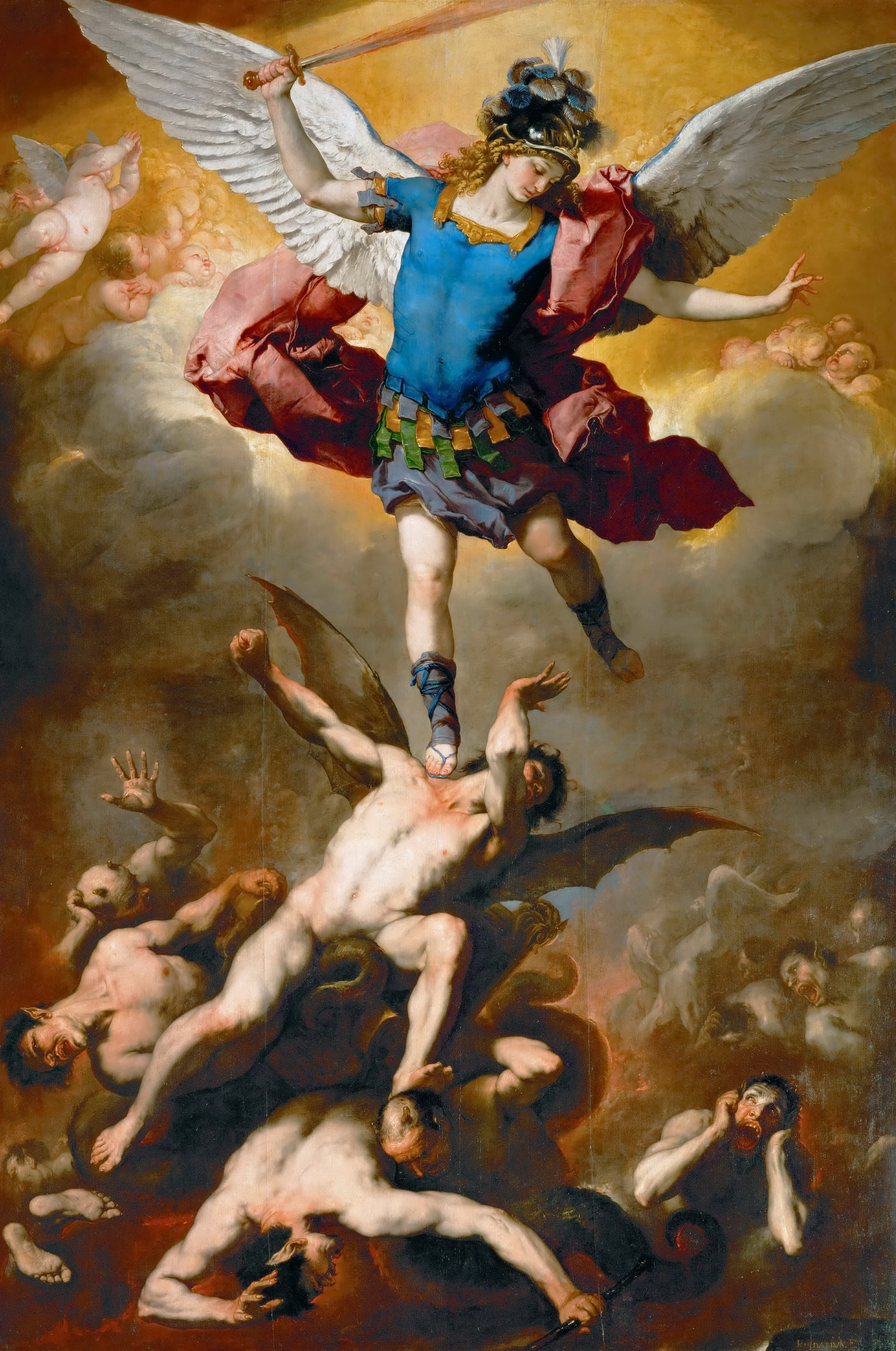
Arcanjo Miguel e Anjos Caídos, pintura de Luca Giordano, Viena, 1666.

O Catecismo da Igreja Católica afirma que a Igreja considera o Diabo como tendo sido criado como um anjo bom por Deus, e por sua livre-arbítrio e a de seus anjos caídos, caiu da graça de Deus. Satanás não é um ser infinitamente poderoso. Embora seja um anjo, e portanto puro espírito, ele é considerado uma criatura, no entanto. As ações de Satanás são permitidas pela providência divina. O Catolicismo rejeita a apocatástase, a reconciliação com Deus sugerida pelo Pai da Igreja Orígenes.
Várias orações e práticas contra o Diabo existem dentro da tradição da Igreja Católica. O Pai-nosso inclui uma petição para ser livrado "do maligno", mas várias outras orações específicas também existem.
A Oração de São Miguel Arcanjo pede especificamente que os católicos sejam defendidos "contra a maldade e as armadilhas do Diabo." Dado que algumas das mensagens de Nossa Senhora de Fátima foram ligadas pela Santa Sé aos "tempos finais", alguns autores católicos concluíram que o anjo mencionado nas mensagens de Fátima é Miguel, o Arcanjo, que derrota o Diabo na Guerra no Céu. Timothy Tindal-Robertson defende que a Consagração da Rússia foi um passo na eventual derrota de Satanás pelo Arcanjo Miguel.
O processo de exorcismo [en] é usado dentro da Igreja Católica contra o Diabo e possessão demoníaca. Segundo o Catecismo da Igreja Católica, "Jesus realizou exorcismos e dele a Igreja recebeu o poder e o ofício de exorcizar". Gabriele Amorth, que foi até sua morte em 2016 o principal exorcista da Diocese de Roma, alertou contra ignorar Satanás, dizendo: "Quem nega Satanás também nega o pecado e não entende mais as ações de Cristo".
A Igreja Católica vê a batalha contra o Diabo como contínua. Durante uma visita em 24 de maio de 1987 ao Santuário de São Miguel Arcanjo, Papa João Paulo II disse:
| “ | A batalha contra o Diabo, que é a principal tarefa de São Miguel, o arcanjo, ainda está sendo travada hoje, porque o Diabo ainda está vivo e ativo no mundo. O mal que nos cerca hoje, os distúrbios que afligem nossa sociedade, a inconsistência e a fragilidade do homem, não são apenas os resultados do pecado original, mas também o resultado da ação pervasiva e sombria de Satanás. | ” |

### Visões Ortodoxas Orientais

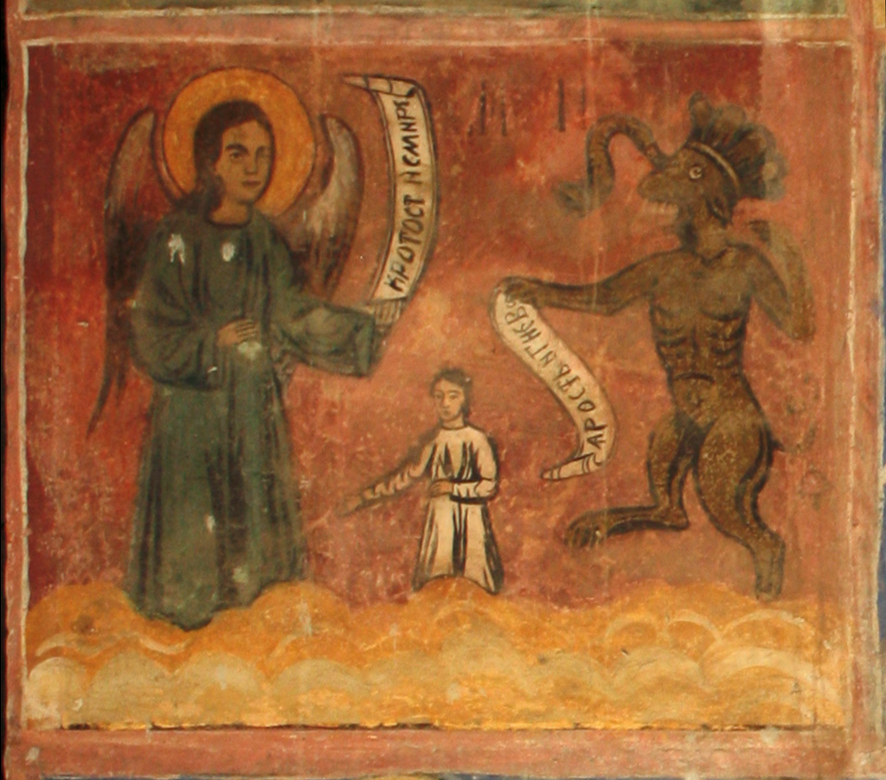
Um anjo com as virtudes de temperança e humildade e o Diabo com os pecados de raiva e ira. Um afresco do século XVIII na igreja de São Nicolau em en, Província de Pernik, Bulgária.

Na Ortodoxia Oriental, o Diabo é uma parte integrante da cosmologia cristã. A existência do Diabo é levada a sério e não está sujeita a questionamentos. Segundo a tradição cristã ortodoxa oriental, há três inimigos da humanidade: Morte, pecado e Satanás. Em contraste com o Cristianismo ocidental, o pecado não é visto como uma escolha deliberada, mas como uma fraqueza universal e inescapável. O pecado é afastar-se de Deus em direção a si mesmo, uma forma de egoísmo e ingratidão, que leva para longe de Deus em direção à morte e ao nada. Lúcifer inventou o pecado, resultando na morte, e o introduziu primeiro aos anjos, que foram criados antes do mundo material, e depois à humanidade. Lúcifer, considerado um antigo arcanjo radiante, perdeu sua luz após sua queda e tornou-se o sombrio Satanás (o inimigo).
A Ortodoxia Oriental sustenta que Deus não criou a morte, mas que ela foi forjada pelo Diabo através do desvio do caminho justo (um amor por Deus e gratidão). Em certo sentido, era um lugar onde Deus não estava, pois ele não podia morrer, mas era uma prisão inescapável para toda a humanidade até Cristo. Antes da ressurreição de Cristo, poderia-se dizer que a humanidade tinha razão para temer o Diabo, pois ele era uma criatura que podia separar a humanidade de Deus e da fonte da vida — pois Deus não podia entrar no inferno, e a humanidade não podia escapar dele.
Uma vez no Hades, os ortodoxos sustentam que Cristo — sendo bom e justo — concedeu vida e ressurreição a todos que desejavam segui-lo. Como resultado, o Diabo foi destronado e não é mais capaz de manter a humanidade. Com a prisão despojada, o Diabo só tem poder sobre aqueles que livremente o escolhem e pecam.

### Protestantes Evangélicos
Os Protestantes Evangélicos concordam que Satanás é um ser real, criado, completamente dedicado ao mal e que o mal é tudo o que se opõe a Deus ou não é desejado por Deus. Os evangélicos enfatizam o poder e o envolvimento de Satanás na história em diferentes graus; alguns praticamente ignoram Satanás, enquanto outros se deleitam em especulações sobre guerra espiritual contra esse poder pessoal das trevas. Segundo Soergel, Martinho Lutero evitou "um tratamento extensivo do lugar dos anjos na hierarquia celestial ou na teologia cristã." Os protestantes modernos continuam de maneira semelhante, pois considera-se que não é útil nem necessário saber.

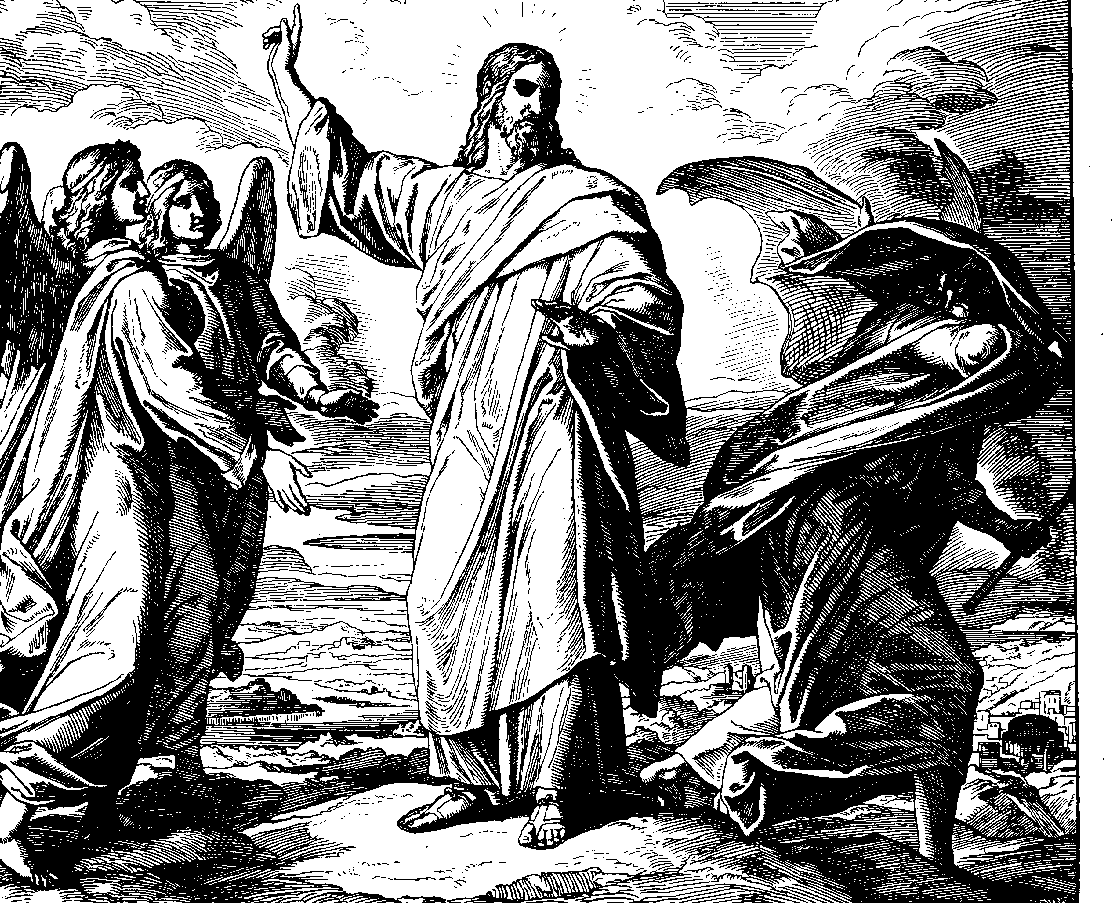
Jesus ordena que Satanás vá embora; gravura em madeira de 1860 por Julius Schnorr von Carolsfeld retratando a Tentação de Cristo.

### Testemunhas de Jeová
As Testemunhas de Jeová acreditam que Satanás era originalmente um anjo perfeito que desenvolveu sentimentos de autoimportância e desejou a adoração que pertencia a Deus. Satanás persuadiu Adão e Eva a obedecerem a ele em vez de a Deus, levantando a questão — frequentemente referida como uma "controvérsia" — de se as pessoas, tendo recebido livre-arbítrio, obedeceriam a Deus sob tentação e perseguição. A questão é dita ser se Deus pode justamente reivindicar ser soberano do universo. Em vez de destruir Satanás, Deus decidiu testar a lealdade do resto da humanidade e provar ao resto da criação que Satanás era um mentiroso. As Testemunhas de Jeová acreditam que Satanás é o principal adversário de Deus e o governante invisível do mundo. Elas acreditam que os demônios eram originalmente anjos que se rebelaram contra Deus e tomaram o lado de Satanás na controvérsia.
As Testemunhas de Jeová não acreditam que Satanás viva no Inferno ou que ele tenha recebido a responsabilidade de punir os ímpios. Diz-se que Satanás e seus demônios foram expulsos do Céu para a Terra em 1914, marcando o início dos "últimos dias". As Testemunhas acreditam que Satanás e seus demônios influenciam indivíduos, organizações e nações, e que eles são a causa do sofrimento humano. No Armagedom, Satanás será preso por 1.000 anos, e então terá uma breve oportunidade de enganar a humanidade perfeita antes de ser destruído.

### Santos dos Últimos Dias
No Mormonismo, o Diabo é um ser real, um literal filho espiritual de Deus que outrora tinha autoridade angélica, mas se rebelou e caiu antes da criação da Terra em uma vida pré-mortal [en]. Naquela ocasião, ele persuadiu um terço dos filhos espirituais de Deus a se rebelarem com ele. Isso foi em oposição ao plano de salvação defendido por Jeová (Jesus Cristo). Agora, o Diabo tenta persuadir a humanidade a fazer o mal.
Os Santos dos Últimos Dias tradicionalmente consideram Lúcifer como o nome pré-mortal do Diabo. A teologia mórmon [en] ensina que em um concílio celestial, Lúcifer se rebelou contra o plano de Deus, o Pai e foi posteriormente expulso. As escrituras mórmons dizem:
| “ | E também vimos isso, e damos testemunho, que um anjo de Deus que tinha autoridade na presença de Deus, que se rebelou contra o Filho Unigênito a quem o Pai amava e que estava no seio do Pai, foi lançado para baixo da presença de Deus e do Filho, e foi chamado Perdição, pois os céus choraram por ele — ele era Lúcifer, um filho da manhã. E nós vimos, e eis que ele caiu! caiu, até mesmo um filho da manhã! E enquanto ainda estávamos no Espírito, o Senhor nos ordenou que escrevêssemos a visão; pois vimos Satanás, aquela Serpente Antiga, até mesmo o diabo, que se rebelou contra Deus, e buscou tomar o reino de nosso Deus e seu Cristo — Portanto, ele faz guerra contra os santos de Deus, e os cerca por todos os lados. | ” |

Após se tornar Satanás por sua queda, Lúcifer "vai para cima e para baixo, de um lado para outro na terra, buscando destruir as almas dos homens". Os mórmons consideram Isaías 14:12 como uma referência tanto ao rei dos babilônios quanto ao Diabo.

## Disputas Teológicas

### Hierarquia Angélica
O Diabo pode ser um querubim ou um serafim. Escritores cristãos frequentemente estavam indecisos sobre de qual ordem dos anjos o Diabo caiu. Embora o Diabo seja identificado com o querubim em Ezequiel 28:13–15, isso entra em conflito com a visão de que o Diabo estava entre os anjos mais elevados, que, segundo Pseudo-Dionísio, são os serafins. Tomás de Aquino cita Gregório Magno, que afirmou que Satanás "superava [os anjos] todos em glória". Argumentando que quanto mais elevado um anjo estivesse, mais provável seria que se tornasse culpado de orgulho, o Diabo seria um serafim. Mas Aquino sustentava que o pecado é incompatível com o amor ardente característico de um serafim, mas possível para um querubim, cuja característica primária é o conhecimento falível. Ele conclui, em linha com Ezequiel, que o Diabo era o mais sábio dos anjos, um querubim.

### Inferno

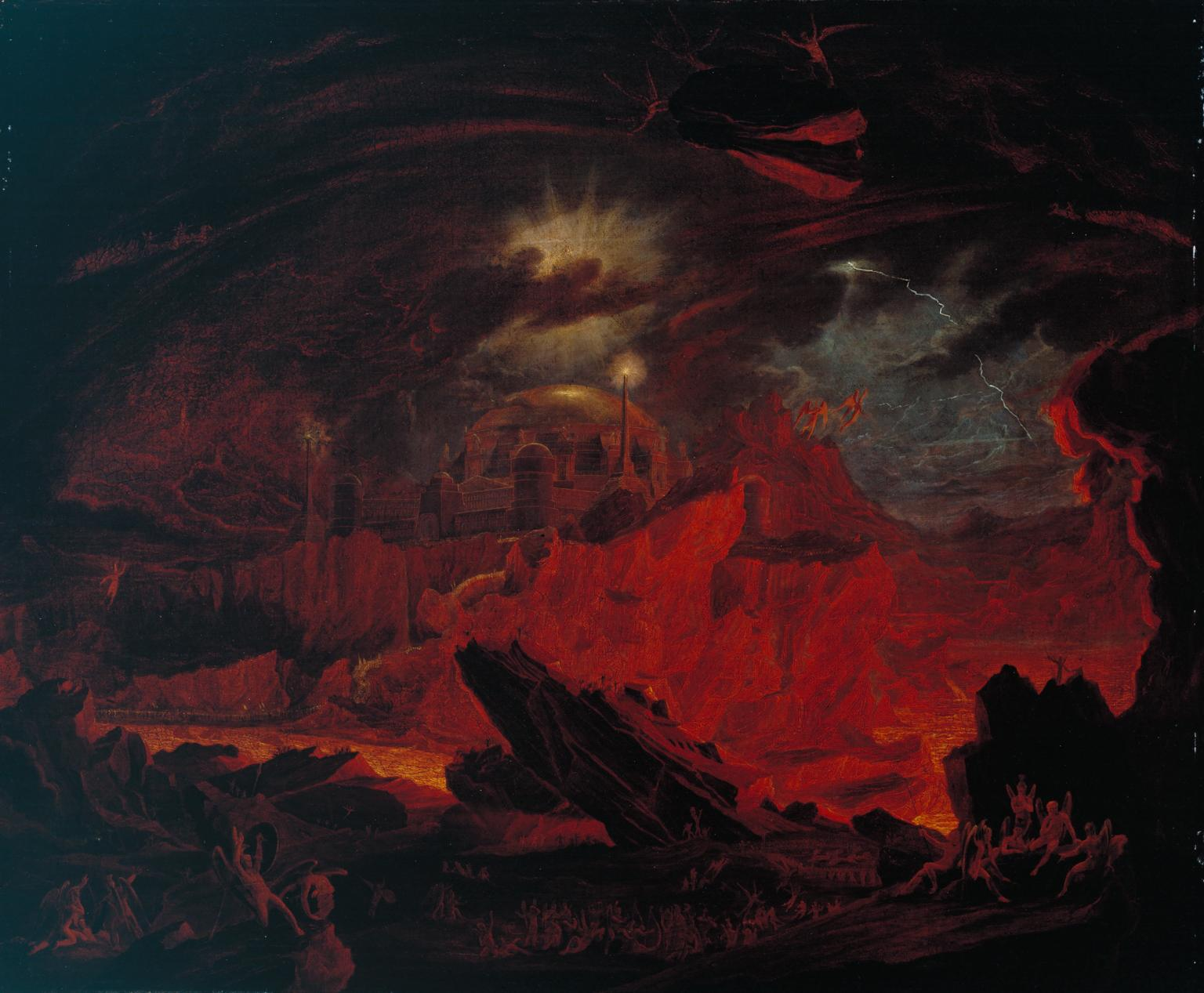
"Anjos Caídos no Inferno", pintura de John Martin.

O Cristianismo está indeciso sobre se o Diabo caiu imediatamente no inferno ou se lhe é dado um adiamento até o Dia do Juízo. Vários autores cristãos, entre eles Dante Alighieri e John Milton, retrataram o Diabo como residente no Inferno. Isso contrasta com partes da Bíblia que descrevem o Diabo como vagando pela terra, como Jó 1:6–7 e 1 Pedro 5:8, discutidos acima. Por outro lado, 2 Pedro 2:4 fala de anjos pecadores acorrentados no inferno. Pelo menos segundo Apocalipse 20:10, o Diabo é lançado no Lago de Fogo e Enxofre. Teólogos discordam se o Diabo vagueia pelo ar da terra ou caiu no subsolo para o inferno, mas ambas as visões concordam que o Diabo estará no inferno após o Dia do Juízo.
Se o Diabo está preso no inferno, surge a questão de como ele ainda pode aparecer para as pessoas na terra. Em algumas literaturas, o Diabo apenas envia seus demônios menores ou Satanás para executar sua vontade, enquanto ele permanece acorrentado no inferno. Outros afirmam que o Diabo está acorrentado, mas leva suas correntes consigo quando sobe à superfície da terra. Gregório Magno tentou resolver esse conflito afirmando que, não importa onde o Diabo habite espacialmente, a separação de Deus em si é um estado de inferno. Beda afirma em seu Comentário sobre a Epístola de Tiago (3.6), não importa para onde o Diabo e seus anjos se movam, eles carregam as chamas atormentadoras do inferno consigo, como uma pessoa com febre.

### Pecaminosidade dos Anjos
Alguns teólogos acreditam que os anjos não podem pecar porque o pecado traz a morte e os anjos não podem morrer.
Apoiando a ideia de que um anjo pode pecar, Tomás de Aquino, em sua Summa Theologiae Questão 63, artigo 1, escreveu:
| “ | Um anjo ou qualquer outra criatura racional, considerada em sua própria natureza, pode pecar; e para qualquer criatura que não lhe pertença pecar, tal criatura o tem como um dom da graça, e não da condição da natureza. A razão disso é que pecar não é nada mais que um desvio daquela retidão que um ato deveria ter; seja falarmos de pecado na natureza, na arte ou na moral. Apenas aquele ato, cuja regra é a própria virtude do agente, nunca pode falhar na retidão. Se a mão do artesão fosse a própria regra de gravura, ele não poderia gravar a madeira de outra forma senão corretamente; mas se a retidão da gravura for julgada por outra regra, então a gravura pode ser correta ou defeituosa. | ” |

Ele divide ainda as ordens angélicas, conforme distinguished por Pseudo-Dionísio, em falíveis e infalíveis com base em se a Bíblia as menciona em relação ao demoníaco ou não. Ele conclui que, como os serafins (a ordem mais alta) e tronos (a terceira mais alta) nunca são mencionados como demônios, eles são incapazes de pecar. Ao contrário, a Bíblia fala sobre querubim (a segunda ordem mais alta) e potestades (a sexta mais alta) em relação ao Diabo. Ele conclui que os atributos representados pelos anjos infalíveis, como a caridade, só podem ser bons, enquanto os atributos representados por querubins e potestades podem ser tanto bons quanto maus.
Aquino conclui que, embora os anjos não possam sucumbir a desejos corporais, como criaturas intelectuais, eles podem pecar como resultado de sua vontade baseada na mente. Os pecados atribuídos ao Diabo incluem orgulho, inveja e até luxúria, pois Lúcifer amava a si mesmo mais do que tudo. Inicialmente, após os anjos perceberem sua existência, eles decidiram a favor ou contra a dependência de Deus, e os anjos bons e maus foram separados uns dos outros após um curto intervalo após sua criação. Similarmente, Pedro Lombardo escreve em suas Sentenças, que os anjos foram todos criados como espíritos bons, tiveram um curto intervalo de livre decisão e alguns escolheram o amor e foram recompensados com a graça por Deus, enquanto outros escolheram o pecado (orgulho ou inveja) e se tornaram demônios.

## Iconografia e Literatura

### Imagens

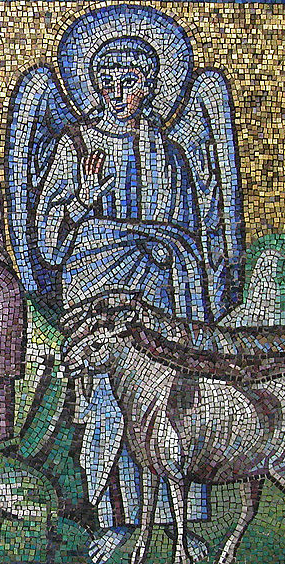
Trecho de uma Imagem de Mosaico Bizantino. Um anjo azul, provavelmente representando o Diabo, de pé diante de cabras. Início do século VI.

A representação mais antiga do Diabo pode ser um mosaico na Basílica de Santo Apolinário Novo em Ravena do século VI, na forma de um anjo azul. Azul e violeta eram cores comuns para o Diabo na Alta Idade Média, refletindo seu corpo composto do ar abaixo dos céus, considerado consistir de material mais denso do que o fogo etéreo dos céus dos quais os anjos bons são feitos e, portanto, coloridos de vermelho. A primeira aparição do Diabo como preto em vez de azul foi no século IX. Somente mais tarde o Diabo passou a ser associado à cor vermelha para refletir sangue ou as chamas do inferno.
Antes do século XI, o Diabo era frequentemente mostrado na arte como um humano ou um duende preto. O Diabo humanoide frequentemente usava túnicas brancas e asas emplumadas semelhantes a pássaros ou aparecia como um velho em uma túnica. Os duendes eram retratados como pequenas criaturas deformadas. Quando características humanóides foram combinadas com as monstruosas durante o século XI, a monstruosidade do duende gradualmente se desenvolveu em grotesco. Chifres tornaram-se um motivo comum a partir do século XI. O Diabo era frequentemente retratado como nu, usando apenas tangas, simbolizando sexualidade e selvageria.
Particularmente no período medieval, o Diabo era frequentemente mostrado com chifres e quartos traseiros de cabra e com uma cauda. Ele também era retratado como carregando um forcado, o instrumento usado no Inferno para atormentar os condenados, que deriva em parte do tridente de Poseidon. Imagens semelhantes a cabras lembram a Divindade Grega Antiga Pã. Pã, em particular, se assemelha muito ao Diabo europeu na Idade Média tardia. Não se sabe se essas características foram diretamente retiradas de Pã ou se os cristãos coincidentemente criaram uma imagem semelhante a Pã. A representação do Diabo como uma criatura semelhante a um sátiro é atestada desde o século XI.
Poetas como Geoffrey Chaucer associaram a cor verde ao Diabo, embora nos tempos modernos a cor seja vermelho.

### Infernode Dante

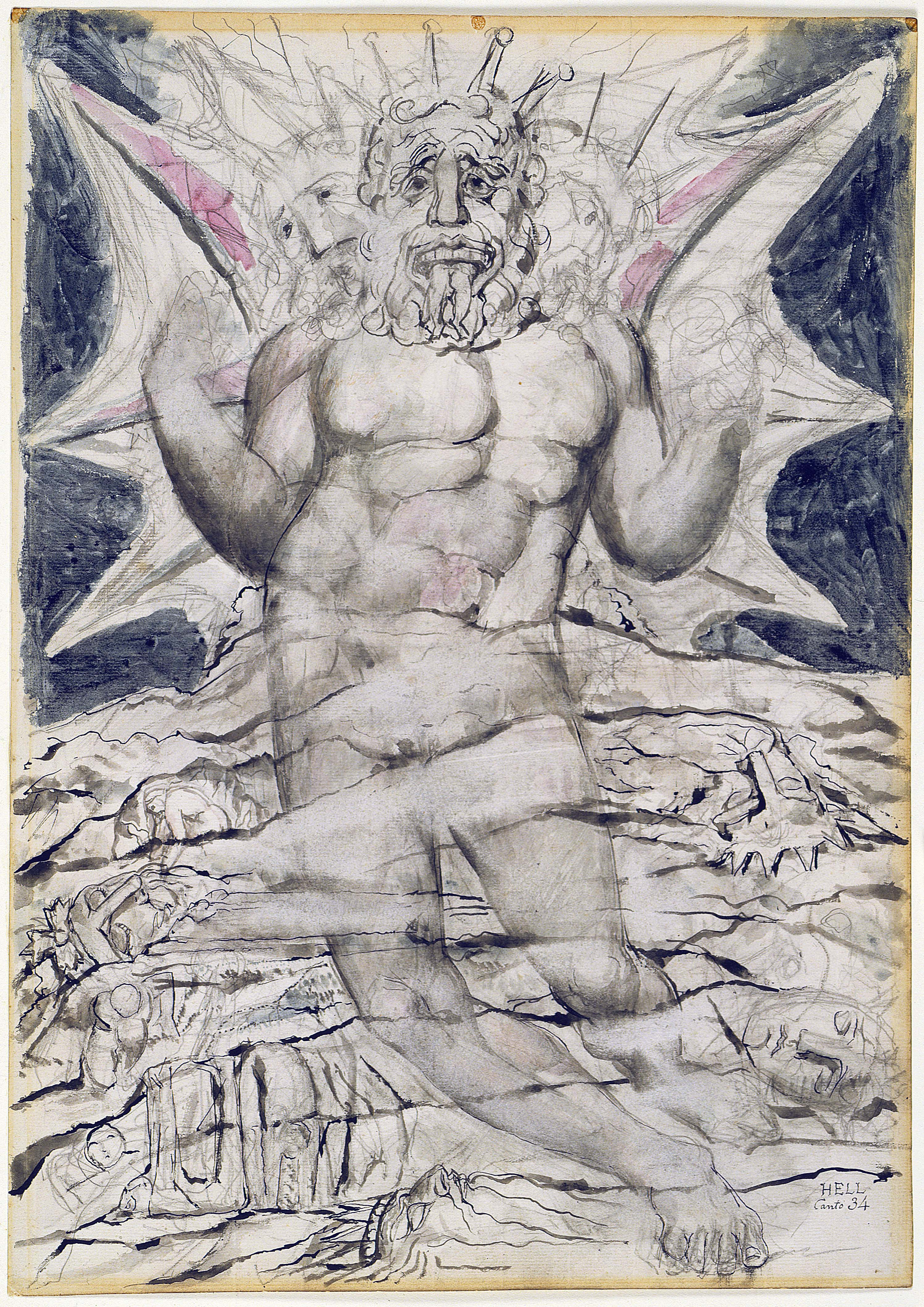
Ilustrações para a Divina Comédia de Dante, objeto 72 Butlin 812–69 recto Lúcifer.

A representação do Diabo [en] no Inferno de Dante Alighieri reflete o pensamento neoplatônico cristão primitivo. Dante estrutura sua cosmologia moralmente; Deus está além do céu e o Diabo no fundo do inferno abaixo da terra. Preso no meio da terra, o Diabo torna-se o centro do mundo material e pecaminoso para o qual toda a pecaminosidade é atraída. Em oposição a Deus, que é retratado por Dante como amor e luz, Lúcifer está congelado e isolado no último círculo do inferno. Quase imóvel, mais patético, tolo e repulsivo do que aterrorizante, o Diabo representa o mal no sentido de carecer de substância. De acordo com a tradição platônica/cristã, sua aparência gigantesca indica uma falta de poder, pois a matéria pura era considerada a mais distante de Deus e a mais próxima do não-ser.
O Diabo é descrito como um demônio enorme, cujas nádegas estão congeladas no gelo. Ele tem três faces, mastigando os três traidores Judas, Cássio e Bruto. O próprio Lúcifer também é acusado de traição por se voltar contra seu Criador. Abaixo de cada uma de suas faces, Lúcifer tem um par de asas de morcego, outro símbolo de escuridão.

### John Milton emParaíso Perdido

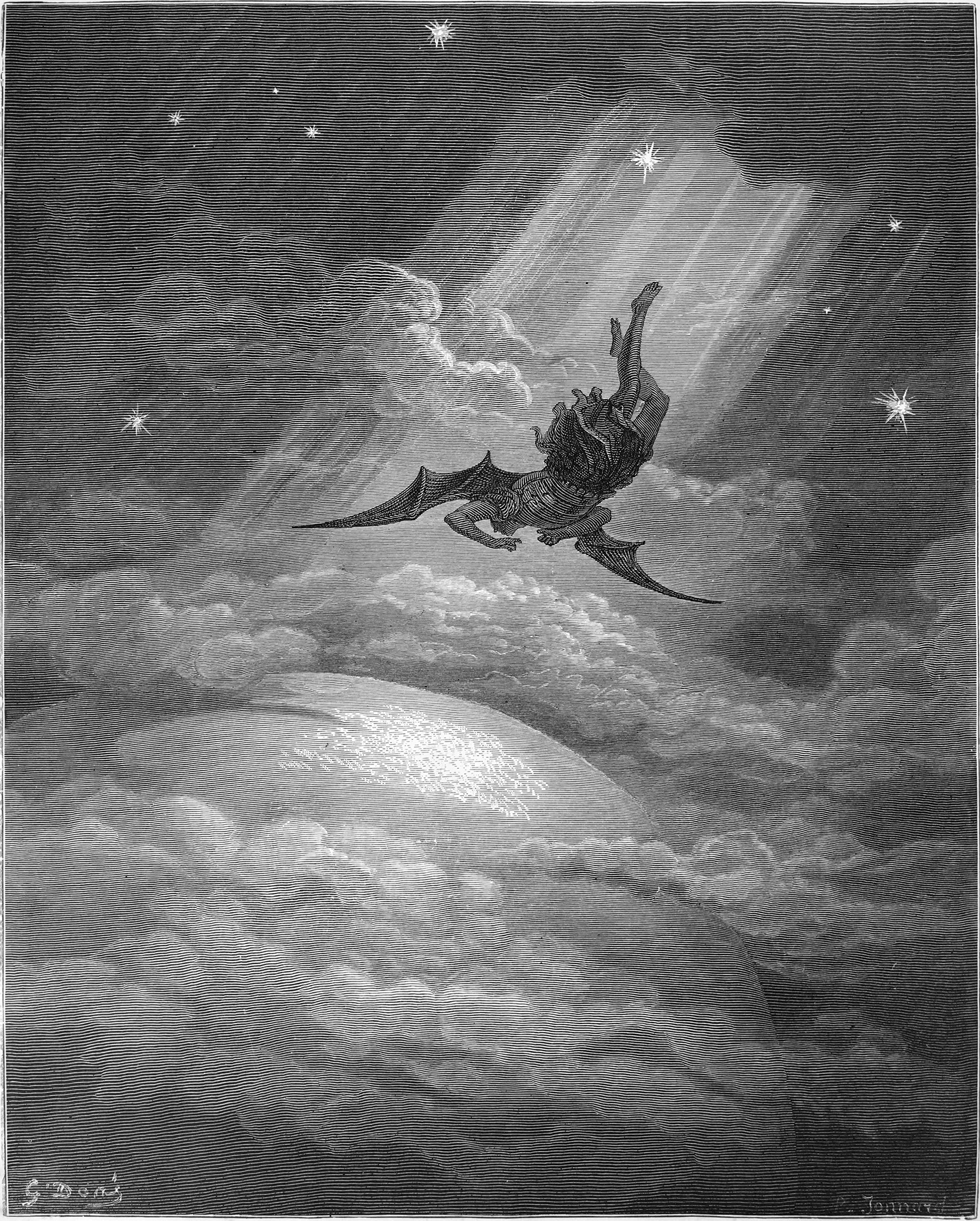
Ilustração para "Paraíso Perdido" de John Milton, retratando a "Queda de Lúcifer".

No poema épico do Renascimento de John Milton, Paraíso Perdido, Satanás é um dos princiPadres personagens, talvez um anti-herói. Em linha com a teologia cristã, Satanás se rebelou contra Deus e foi posteriormente banido do céu junto com seus anjos comPãheiros. Milton rompe com autores anteriores que retratam Satanás como uma figura grotesca; em vez disso, ele se torna um líder persuasivo e carismático que, mesmo no inferno, convenceu os outros anjos caídos a estabelecerem seu próprio reino. Não está claro se Satanás é um herói que se volta contra um governante injusto (Deus) ou um tolo que leva a si mesmo e seus seguidores à danação em uma tentativa fútil de se igualar a Deus. Milton usa várias imagens pagãs para retratar os demônios, e o próprio Satanás arguably se assemelha ao herói lendário antigo Eneias. Satanás é menos o Diabo como conhecido na teologia cristã do que um personagem moralmente ambivalente com forças e fraquezas, inspirado pelo Diabo cristão.